# دار الإفتاء المصرية
دار الإفتاء المصرية هي هيئة حكومية مصرية ذات طبيعة خاصة، أنشئت في عام 1895م/ 1313هـ، وهي دار الإفتاء الرسمية في مصر، وتدعم البحث الفقهي بين المشتغلين به في كل بلدان العالم الإسلامي؛ حيث تقوم بدورها التاريخي والحضاري من خلال وصل المسلمين المعاصرين بأصول دينهم وتوضيح معالم الإسلام وإزالة ما التبس من أحوال دينهم ودنياهم كاشفةً عن أحكام الإسلام في كل ما استجد على الحياة المعاصرة، استقلت ماليًا وإداريًا عام 2007م، ثم صدر قرار من الرئيس عبد الفتاح السيسي في 10 أغسطس 2021م باعتبارها من الجهات ذات الطبيعة الخاصة.

## نشأة الدار ومكانتها وتطورها

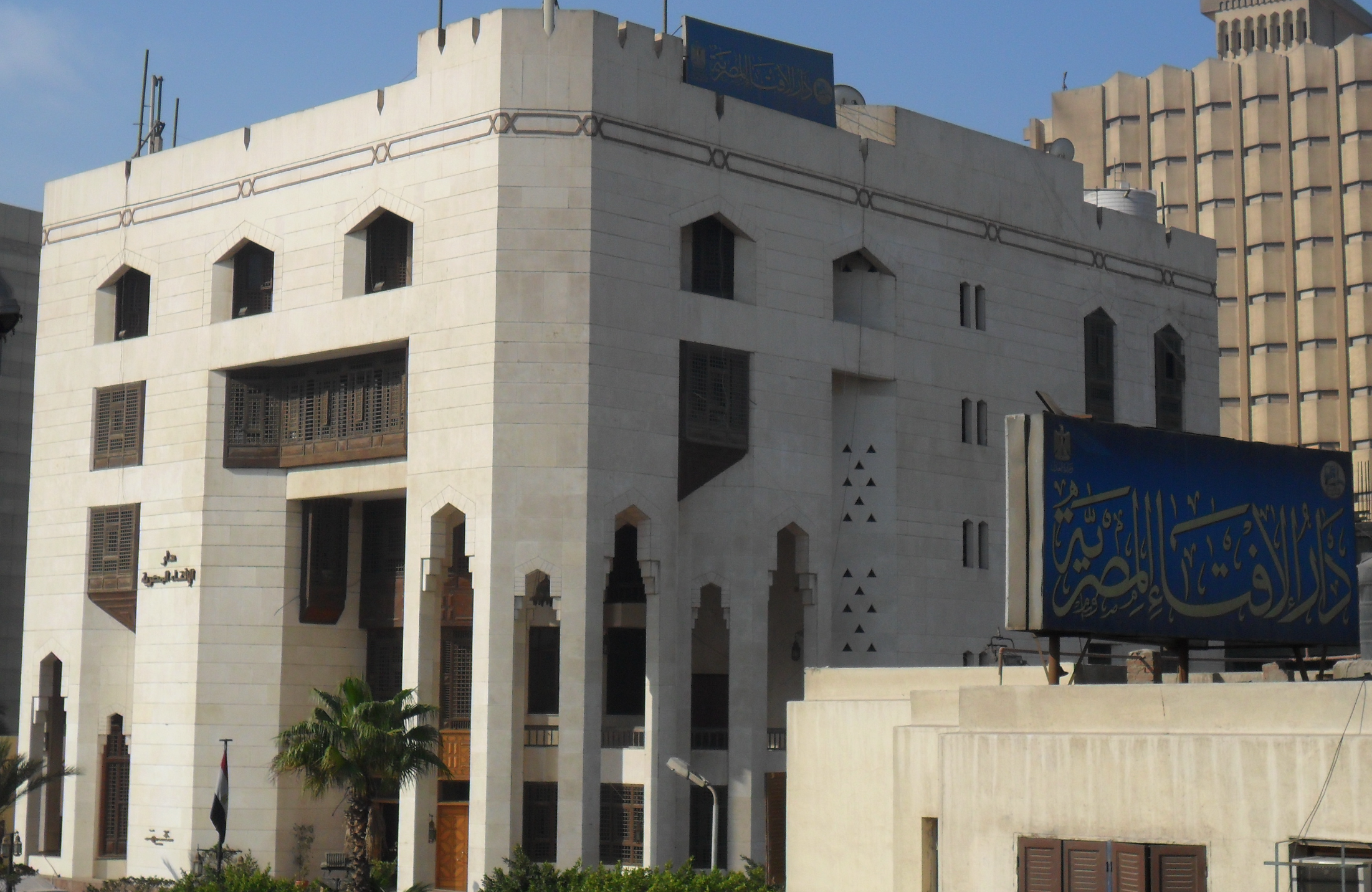
مبنى دار الإفتاء المصرية

نشأة الدار ومكانتها وتطورها  وظيفة الإفتاء كانت وظيفة ثابتة الأركان قبل الاحتلال البريطاني ولم يؤثر وجود الاحتلال عليها بأي حال من الأحوال، لا من حيث التنظيم ولا المرتبات والتبعية للنظام القضائي. بل إن المفتي الذي كان معينا قبل الاحتلال – الشيخ المهدي العباسي- هو الذي استمر مفتيا بعد الاحتلال.
ودار الإفتاء قد استَقلت بالفعل ماليًّا وإداريًّا عن وزارة العدل بتاريخ 1/ 11/ 2007م، وأصبح لها لائحة داخلية ومالية تم اعتمادهما ونشرهما في جريدة الوقائع المصرية، وهذا الإنجاز العظيم لا ينفي أن دار الإفتاء تتبع وزارة العدل تبعية سياسية هيكلية فقط، دون أن يكون لوزارة العدل أي سلطة على الدار، وسبب هذه التبعية هو ما بين المؤسستين من جانب مشترك يتمثل فيما تقوم به دار الإفتاء من نظرٍ في قضايا الإعدام، وشأن دار الإفتاء في هذا الاستقلال عن وزارة العدل كشأن كثير من الهيئات القضائية الأخرى التي استقلت عن وزارة العدل مع بقاء تبعيتها السياسية لوزارة العدل؛ كمجلس الدولة والمحكمة الدستورية العليا وهيئة قضايا الدولة.

## مهام الدار
للدار نوعان من المهام:

### أولاً: المهام الدينية
1. إجابة الأسئلة والفتاوى باللغات المختلفة.
2. إصدار البيانات الدينية.
3. إعداد الأبحاث العلمية المتخصصة.
4. الردّ على الشبهات الواردة على الإسلام.
5. استطلاع أوائل الشهور العربية.
6. تدريب الطلبة المبعوثين على الإفتاء.
7. إعداد المفتين عن بعد.

### ثانياً: المهام القانونية
- تقديم المشورة الشرعية للمحاكم المختصة في قضايا الإعدام.

## إدارات الــدار وأقسامهــا
إدارات الــدار وأقسامهــا كالتالي:

### إدارة مواقع التواصل الاجتماعي
دار الإفتاء المصرية لديها تجربة رائدة في مجال السوشيال ميديا باعتبارها أولى المؤسسات الدينية في مصر والعالم العربي والإسلامي التي استفادت من هذه الوسائل في نشر رسالتها، حيث ارتأت دار الإفتاء ضرورة تكثيف تواجدها في مواقع التواصل الاجتماعي. وحسب أحمد رجب أبو العزم مدير مواقع التواصل الاجتماعي فإن صفحات الدار تعد الأكثر انتشارًا بين صفحات المؤسسات الدينية، وتقدم وجبات دينية، كأدعية، وأحاديث تحث على الأخلاق، والتمسك بالقيم، علاوة على توضيح الأحاديث الصحيحة، لتعريف المسلمين بما يتم تدليسه عليهم.
لدار الإفتاء المصرية استراتيجيتها الخاصَّة فيما يتعلَّق بوسائل التواصل الاجتماعي، تتمثَّل في مواجهة التطرُّف والعنف والأفكار التكفيرية بجانب نشر الفكر المستنير عبر عدد من الأُطر والبرامج والخطوات التي يتمُّ العمل بها وتطبيقها بشكل دقيق ومتوازن، فدار الإفتاء تسعى من خلال فريق التغطية الإعلامية ومواقع التواصل الاجتماعي إلى متابعة كافة قضايا الأمَّة الإسلامية والتفاعل والتعامل معها.
فالدار تحاول مواكبة كل ما هو جديد، مُستغِلَّة وسائل التكنولوجيا المختلفة للوصول إلى المواطنين كافة بكل الطُّرق والأشكال، حتى تُيسِّر عليهم معرفة الفتاوى الخاصة بدينهم؛ لعدم ترك فراغ تدخل منه الجماعات المتطرفة بأفكارها المسمومة وآرائها المتطرفة، فلأجل المواجهة الفكرية لجماعات الظلام والفكر المنحرف امتلكت الدار 16 صفحة رسمية على الفيس بوك بأكثر من لغة، وحسابين على تويتر، وحسابًا على إنستجرام ويوتيوب وقناة تليجرام وساوند كلاود، وحسابًا على تيك توك تبثُّ من خلالها أنشطة مختلفة تعرض تفنيد الفكر المتطرف والردَّ الصحيح عليه، نظرًا لما تقدِّمه من وجبات دينية، كأدعية، وأحاديث تحثُّ على الأخلاق، والتمسُّك بالقيم، والمساعدة في انتشار الثقافة والوعي، والمساعدة في حلِّ المشكلات الأسرية من الجانب الديني، علاوةً على توضيح الأحاديث الصحيحة، لتعريف المسلمين بما يتمُّ تدليسه عليهم، ووقاية الشباب من التَّطرُّف بتوضيح المفاهيم وتحديدها، ونشر الدين الوسطي السَّمح، والآراء المختلفة للقضية الواحدة بآراء العلماء المعتبرين المتخصصين في مجالهم.
كما تستخدم دار الإفتاء المصرية في هذه المواجهة المعايير الدولية والأدوات الجديدة، فمثلًا هناك وحدة الموشن جرافيك التي يتمُّ فيها تبسيط القضايا ونشرها بشكل يتناسب مع الشَّباب والأطفال؛ لأنَّ هؤلاء هم مَن ترتكز عليهم التيارات المنحرفة والمتطرفة في تجنيدهم من أجل أن يكونوا عناصر متطرفة، كذلك يجري بثُّ فيديوهات على الصفحة للفتاوى لا تتعدى 3 دقائق، بالإضافة إلى الردِّ على الفتاوى ببثٍّ مباشر يوميًّا.

### إدارة نبض الشارع
تَمَّ إنشاء إدارة «نبض الشارع» في عهد الأستاذ الدكتور شوقي علَّام، كفريق مُكوَّن من كوادر بحثية مُدَرَّبة على كتابة الفتاوى والأبحاث بكفاءة ودقة عالية، وقادرة على إنجاز ما يُوَكَّل إليها من مهام عِلْمية في وقت قياسي.
ويتلخص الهدف من إنشاء إدارة «نبض الشارع» في أمرين:
1) المتابعة والرَّصْد لما يستجد من قضايا شرعية أو مجتمعية تتطلب بيان الحكم الشرعي فيها، وإعداد محتويات شرعية تناسبها.
2) القدرة على مواصلة التغيرات الوقتية التي تتطلب عَمَلا عِلْميًا على وجه السرعة بأدنى درجات الكمال العلمي.

### أمانة الفتوى
هي لجنة تضم الهيئة العليا لكبار علماء دار الإفتاء المصرية، وقد أُنشِئت في عهد الدكتور علي جمعة مفتي الديار المصرية السابق بقرار صادر منه؛ نظرًا لكثرة النوازل وتعدد الوقائع، والحاجة إلى الاجتهاد الجماعي الذي هو أبعد عن الخطأ من الاجتهاد الفردي، وتلبيةً لما أحدثته ثورة التكنولوجيا من كثرة الفتاوى الواردة إلى دار الإفتاء وتنوعها؛ سواء عن طريق الحضور الشخصي، أو الاتصال الهاتفي، أو عبر شبكة المعلومات الدولية (الإنترنت)، أو بالبريد، أو بالفاكس، مع الإقبال الشديد من الجمهور على الدار لمعرفة أمور الشرع الشريف في شتَّى مناحي الحياة، بعد أن كثرت الفتاوى من غير المتخصصين بين الناس. كما تقوم أمانة الفتوى بتدريب المرشحين للانضمام لأمانة الفتوى، وذلك انطلاقًا من توجُّه الدار لرفع الكفاءة العلمية لأمناء الفتوى عن طريق التدريب العملي وتوارث الخبرة الإفتائية بين أجيال أمناء الفتوى بدار الإفتاء المصرية. وتُعَدُّ وظيفة أمين الفتوى من الوظائف الرئيسة التي ارتبطت بدار الإفتاء المصرية منذ نشأتها؛ حيث جرى العمل بدار الإفتاء منذ أن ارتبطت بنظارة الحقانية ثم وزارة الحقانية ثم وزارة العدل على أن يعاون المفتي عدد من العلماء بالفقه الإسلامي. وكان المنوط بأمين الفتوى هو إعداد الفتوى للعرض على المفتي، والمعاونة في البحوث الفقهية والقانونية. وقد تم تفعيل دور أمين الفتوى من خلال قرار الأستاذ الدكتور علي جمعة بإنشاء أمانة الفتوى، والتي أصبح دورها أشبه بالمجمع الفقهي المتكامل؛ حيث تضم نخبة من علماء الشريعة الإسلامية، ويعاونها فريق من الباحثين الشرعيين في قسم الأبحاث الشرعية وسيأتي بيان الدور المنوط به. وفي سبيل الفهم الصحيح للواقع الذي تصدر فيه الفتوى قامت دار الإفتاء المصرية بالاستعانة بأكاديميات البحث العلمي عن طريق إجراء الكثير من البروتوكولات مع مجموعة من المؤسسات العلمية والأكاديمية؛ مثل المركز القومي للبحوث، وجامعة عين شمس، ودار الكتب المصرية، ومعهد الخدمة الاجتماعية، والبنك المركزي، وغيرها. وهذه البروتوكولات تخول لأمانة الفتوى الاستعانة بالخبرة العلمية لهذه الهيئات عند الاحتياج إليها كل في تخصصه؛ لضمان أن تخرج الفتوى على أساس علمي مؤصل مبني على تصور صحيح مرتبط بالواقع؛ ضرورة أن الفتوى مركبة من الحكم الشرعي والواقع، وأنها تختلف باختلاف الزمان والمكان والأشخاص والأحوال.
ويندرج تحت أمانة الفتوى الإدارات الشرعية بالدار، بالإضافة إلى الإدارات المعاونة وهي كالتالي:

### إدارة الفتوى الشفوية
وتتطلب هذه الخدمة حضور السائل شخصيًّا إلى مقر دار الإفتاء المصرية، ويجلس السائل مع أحد أمناء الفتوى في مكتبه، ويقوم أمين الفتوى بتسجيل بيانات المستفتي وسؤاله ثم يقوم بإجابة السائل، وتسجيل السؤال والإجابة الخاصة بالسائل في نظام مُعَد لحفظ الفتاوى الغرض منه حفظها والاستفادة منها فيما بعد من خلال قاعدة بيانات مُعَدَّة لذلك الغرض. وهناك علاقة تبادلية بين إدارة الفتوى الشفوية والإدارات الشرعية بالدار تتم عن طريق: أن يقوم مدير الإدارة بالتحويل إلى الإدارات الشرعية حسب التخصصات إما فتوى مكتوبة (ميراث - متنوع - حساب شرعي) وإما استشارة شرعية، وإما تحويل لمفتي الطلاق، أو عمل إفادة طلاق عن طريق رئيس اللجنة، أو التحويل للجنة الأمانة إذا استدعي الأمر، أو التحويل لمركز الأبحاث إذا كانت فرع جديد، ويكون ذلك من خلال رئيس اللجنة.

### إدارة فتوى المواريث
تتطلب هذه الخدمة المقابلة الشخصية التي يحضر فيها طالب الفتوى ليقدم الطلب بنفسه مكتوبًا وممهورًا بتوقيعه، أو بمن ينيبه عنه بتوكيل أو تفويض رسمي، ومرفقًا إياه بصورة من إثبات شخصيته. أو الخطابات الموجهة رسميًّا من المحاكم والنيابات أو الخطابات الموجهة رسميًّا من الهيئات والمؤسسات والشركات المختلفة، أو الخطابات التي تأتي بكافة الوسائل المتاحة لطلب الفتوى أو الخطابات والطلبات التي ترد للدار عن طريق المدير العام. فيأتي السائل ويقدم طلبه واستيفاء المعلومات حول السؤال إذا لزم الأمر، ثم يحول السؤال إلى مدير الإدارة التي تقوم بتحرير الإجابة عليه، ويأخذ السائل ميعادًا ليتسلم فيه الفتوى الخاصة به بعد أن تتم الإجابة عليه. وأحيانا يأتي السؤال بريديًّا: وذلك بكتابة السائل سؤاله وإرساله في خطاب بالبريد العادي أو المسجل أو السريع على عنوان مقرِّ دار الإفتاء. ثم يُعْرض السؤال على مدير الإدارة، وبعد الإجابة على السؤال يتم إرسال الرد إلى السائل على عنوانه الذي يذكره السائل في آخر رسالته. وأحيانا يأتي السؤال عن طريق الفاكس: حيث يقوم السائل بإرسال سؤاله عن طريق الفاكس على الرقم المخصص لاستقبال الأسئلة بدار الإفتاء المصرية. ثم يُعْرض السؤال على مدير الإدارة، وبعد الإجابة على السؤال يتم إرسال الرد إلى السائل وذلك بواسطة رقم هاتف الفاكس الخاص به الذي يذكره السائل في الفاكس المرسل، أو على العنوان البريدي الذي يريد أن تُرسَل له الإجابةُ عليه.

### إدارة الفتوى المكتوبة (متنوع)
تتطلب هذه الخدمة المقابلة الشخصية التي يحضر فيها طالب الفتوى ليقدم الطلب بنفسه مكتوبًا وممهورًا بتوقيعه، أو بمن ينيبه عنه بتوكيل أو تفويض رسمي، ومرفقًا إياه بصورة من إثبات شخصيته. أو الخطابات المرسلة إلى الدار عن طريق البريد والفاكس الخاص بالدار. أو الخطابات الموجهة رسميًّا من المحاكم والنيابات أو الخطابات الموجهة رسميًّا من الهيئات والمؤسسات والشركات المختلفة، أو الخطابات الرسمية أو غير الرسمية التي يخاطَب بها فضيلة المفتي بكافة الوسائل المتاحة لطلب الفتوى أو الخطابات والطلبات التي ترد للدار عن طريق المدير العام. أو أسئلة الإنترنت التي يقترح المسؤولون عن إجابتها إخراجها في صورة فتوى مكتوبة لتعميم الانتفاع بها. فيتم أخذ الطلبات من منافذها المختلفة لعرضها على مدير الإدارة لتقييدها. ويتم استلام طلبات الفتوى المكتوبة بعد الفرز الأولي لها من قبل أمناء الفتوى المكتوبة، ليقيدها مدير الإدارة. ثم خروج الفتوى المقيدة من مدير إدارة الفتوى المكتوبة إلى أمين الفتوى الذي يعينه للإجابة عليها لتأخذ طريقها بعد ذلك في مرحلة الإعداد والتحضير للمادة الفقهية للفتوى الجديدة من الموسوعات الفقهية المختلفة، وفتاوى العلماء السابقين والمعاصرين، مع التركيز على النصوص التي تكون أرفق بأحوال الناس وأوفق لأعرافهم وعاداتهم. ثم تأتي مرحلة صناعة الفتوى: ومرحلة صناعة الفتوى هي أهم المراحل على الإطلاق في إصدار الفتوى المكتوبة؛ حيث يُعَدُّ ما قبلها إعدادًا وما بعدها إخراجًا، وفي هذه المرحلة يتم تطبيق قواعد الإفتاء الشرعية، وفق ترتيب منطقي في ذهن المفتي، يحوله إلى مراحل إجرائية، تُعرَف بمراحل الفتوى الأربع، وهي: مرحلة التصوير، والتكييف، وبيان الحكم، والتنزيل (الإفتاء).

### إدارة الفتوى الإلكترونية
حيث يقوم السائل بالدخول إلى الموقع الإلكتروني لدار الإفتاء المصرية على شبكة المعلومات الدولية (الإنترنت)، ثم يتجه إلى قسم طلب الفتوى، فيكتب عنوان موضوع سؤاله (الصلاة – الحج... إلخ) ثم يكتب بريده الإلكتروني، ثم يكتب سؤاله ويرسله، وبعد إرسال سؤاله يعطيه الموقع رقما سريًّا خاصًّا بالسؤال، وعلى السائل الاحتفاظ به حتى يدخل ويرى إجابته، ثم يقوم أحد أمناء الفتوى المختصين بالرد على الفتاوى الإلكترونية بالإجابة على السؤال وإرساله إلى البريد الإلكتروني الخاص بالسائل، وبعد حوالي ساعة من إرسال السؤال يدخل السائل مرة أخرى إلى موقع الدار على شبكة المعلومات قسم الاستعلام عن فتوى ويضع رقم سؤاله حتى يرى الإجابة أو يدخل إلى عنوان بريده الإلكتروني الخاص به يجد الإجابة قد أرسلت إليه.

### إدارة الفتوى الهاتفية
قامت دار الإفتاء المصرية بعمل خدمة هاتفية للاستفتاء عن طريق الاتصال برقم مختصر يسهل على طالب الفتوى استخدامه سواء في ذلك أن يكون المتصل من داخل البلاد أو من خارجها: وعند اتصال السائل بخدمة الهاتف يتم استقبال مكالمته من خلال أحد موظفي مركز الاتصالات (Call Center) فيقوم بأخذ بياناته، ثم يساعده في متابعة الإرشادات الصوتية الآلية حتى يستطيع السائل تسجيل سؤاله، ثم يعطيه النظام الآلي رقمًا سريًّا خاصًّا بسؤاله، وبعد ذلك يتم تحويل السؤال آليًا إلى أحد أمناء الفتوى المختصين بالرد على الأسئلة الهاتفية للإجابة عنه في خلال ساعة، فإذا دخل السائل إلى الخدمة الهاتفية بعد حوالي الساعة، واتبع الإرشادات الصوتية الآلية -حيث يطلب البرنامج منه الرقم السري الخاص بسؤاله- استطاع سماع الإجابة عن سؤاله. وتتم عملية الإجابة عن طريق الإجراء العملي لأركان الفتوى وأصولها وهي التصوير – التكييف – الحكم – إصدار الفتوى وهذا أمر الأصل فيه أنه قد استوعبه الباحثون وتمرنوا عليه قبل عملية الإجابة بمدة طويلة من خلال امتحانات ودورات – والأداء العملي وهناك عدد من العمليات الداخلية لهذه العملية منها الإنصات للسؤال عن طريق السماع الجيد والكامل وتكرار السؤال إن كان السؤال مبهمًا ومراعاة أركان الفتوى وأصولها عن طريق التصور الصحيح للسؤال – وعدم الالتباس بين الصور المتشابهة والمختلفة وجمع أجزاء الصورة عن السؤال وعدم التسرع في التصور ومراعاة المآل والتكييف الشرعي لموضوع السؤال بدقة والحكم عليه ثم إصدار الفتوى بسحب هذا الحكم على واقعة السؤال والوضوح التام للإجابة وذلك بالبعد عن الغريب ومصطلحات الفقهاء الدقيقة البعيدة عن أسماع العامة ومراعاة حال السائل المهنية والثقافية والاجتماعية وكذلك مراعاة حساسية السؤال وصعوبته وجنسية ومنطقة السائل ويعرف هذا إذا كان الحال كما ورد بالسؤال من خلال لهجته وألفاظه ووجاهة السؤال وحواشي السؤال ويتم توصيل الإجابة بالطريقة التي تتناسب معه ولو بالعامية ويتم مراجعة الأسئلة والنظر في الأجوبة وذلك عن طريق النظام الإلكتروني الحديث المعد لهذه المهمة وتلك العملية وهذه العملية من أخطر وأدق العمليات الرئيسية في سيرورة العمل اليومية وتحتاج إلى عدد متميز من الباحثين للنظر والمراجعة لما تم إجابته وهذه العملية تشبه (الفلترة) للأجوبة لضمان جودة الخدمة والأصل في ذلك أن تتم المراجعة لكل جواب قبل وصوله إلى السائل والاكتفاء الآن بالعينة حتى يتم إعداد الكوادر المدربة المتميزة لهذه العملية

### إدارة الحساب الشرعي
لأول مرة في تاريخ المؤسسة الدينية في مصر وانطلاقًا من اهتمام دار الإفتاء المصرية بتلبية احتياجات المجتمع الداخلي والخارجي، والمساهمة في تحقيق الأهداف العامة لدار الإفتاء من أخذ دورها الريادي في المجتمع علميًّا وإرشاديًّا في إطار مؤسسي مبني على القوة الذاتية، ومحقق للثروة المعنوية والمادية لها أنشأت دار الإفتاء المصرية إدارة جديدة تسمى بإدارة الحساب الشرعي تضم مجموعة من المتخصصين في العلوم الشرعية والاقتصادية مرتكزة لوحدة معلومات متطورة وهي إدارة تختص بكل ما يستخدم فيه الحساب والرياضيات أو له علاقة بالمعاملات المالية كالزكاة والوقف والحكر وتقسيم التركات والمناسخات والوصايا والديات والنفقة والقسمة والفلك وجميع العقود المالية الموروثة والحديثة وغير ذلك من الفروع والمسائل.
وتنبع أهمية إنشاء هذه الإدارة من التطور المستمر والتوسع المطرد والتعقد في المعاملات المالية عالميًّا في الوقت الراهن ومن تزايد اهتمامات الأفراد والمؤسسات على مختلف أنواعها والمعاملات بمعرفة رأي الشرع الشريف في ذلك واحتياجهم لجهة متخصصة مأمونة حسنة السمعة فيما يتعلق بمسائل يكثر فيها النزاع والاختلاف ويقل المتخصصون العارفون بمسائلها.
الخدمات التي تقدمها الإدارة
- إعداد بحوث الغرض منها إثراء وتعميق المعرفة بالجوانب المختلفة التي تقوم عليها الإدارة وطرح أفكار جديدة ومعالجات مستحدثة فيها.
- الإجابة عن فتاوى تكون لمصلحة الأفراد الطبيعيين والاعتباريين من شركات ومؤسسات وحكومات وتكون تحريرية وشفوية.
- تقديم الاستشارات والإجابة عن الاستفسارات حول المعاملات المالية المعاصرة.
- إعداد عقود ونظم ونماذج وصيغ حديثة للمعاملات التي يحتاج إليها الأفراد والمؤسسات والحكومات.
- تقديم برامج تدريب متخصصة.
- مساعدة الأفراد والمؤسسات في معرفة كيفية حساب الزكاة الخاصة بهم.
- الاهتمام بشأن الوقف وكيفية تطوره وتنميته في المجتمع ومساعدة الأفراد في اختيار نوع الوقف المناسب لهم.
- مساعدة الأفراد في إعداد الوصية الخاصة بهم.
- إصدارات خاصة بموضوعات الزكاة والوقف تعني بتوعية وإرشاد الأفراد والمؤسسات لتنمية موارد الزكاة والوقف ومعرفة أوجه المصارف الشرعية لهذه الموارد تحقيقًا للتنمية الاجتماعية في الدولة.

### إدارة الأبحاث الشرعية
إدارة الأبحاث الشرعية يضم مجموعة من الباحثين المتخصصين في العلوم الشرعية وظيفتهم العمل على إنشاء الأبحاث المتخصصة وتأصيل الفتاوى تأصيلا شرعيًّا وتعميقها فقهيًّا خدمة للعملية الإفتائية على النحو المطلوب، لمواكبة التطور المستمر للواقع المعيش [بمختلف عوالم هذا الواقع؛ من أشخاص، وأحوال، وأشياء، وأحداث، وأفكار، ونُظُم] الذي أدَّى إلى اتساع حالات الاستفتاء وتنوعها، وإلى ظهور حالات جديدة، لم تكن موجودة في واقع المسلمين من قبل، وإزاء هذا التنوع والاتساع وهذه الجدة كان من اللازم القيام بحركة بحثية واسعة وعميقة لدراسة المسائل الشرعية التي تطورت أحكامها بتطور الواقع أو تلك النوازل التي استحدثت ولم تكن موجودة من قبل، وتأصيل معايير الترجيح والاعتماد في الفتوى من بين الأقوال المختلفة حسب قواعد الشرع الكلية ومصالح الخلق المرعية.
وقد احتوى إدارة الأبحاث الشرعية على مجموعة من الشُّعَب لكل منها دور في تحقيق رسالة القسم والدار ككل، وهي:

#### شُعْبة الأبحاث الشرعية
ويقوم الباحثون في هذه الشُّعبة بإعداد البحوث الشرعية المتسمة بالدقة والعمق في المجالات التي تتعرض لها الفتاوى تحقيقًا وتدقيقًا للمسائل الشرعية التي تدور حولها الفتوى سواء أكانت تلك المسائل مستحدثة أم احتواها التراث الفقهي من قبل؛ آخذين في بحثهم بأساليب ومناهج البحث العلمي المستقرة جامعين إليها ما اقتضاه الواقع واستحدثه التطور المستمر للعلوم الإنسانية من مناهج بحثية، وما توصل إليه التطور الهائل في العلوم بعامَّة من نتائج وإنجازات يستخدمها الباحثون في الشعبة كمعطيات في العملية البحثية. وتعد مهمة البحث الشرعي من المهام الأصيلة بدار الإفتاء المصرية فقد كان من المنوط بأمين الفتوى - ووظيفته من الوظائف الرئيسة منذ نشأة دار الإفتاء - المعاونة في البحوث الفقهية والقانونية.

#### شُعْبة القضايا الإسلامية
وهي شعبة منبثقة من مركز الأبحاث الشرعية بدار الإفتاء المصرية تعنى بالأصالة بإنشاء أبحاث شرعية ذات طبيعة خاصَّة ومنهج معين في كتابتها وصياغتها؛ حيث يقوم الباحثون بإعداد القضايا المتعلقة بالآتي:
- المسائل التي اختلف فيها العلماء خلافًا سائغًا، وهي مُثَارة بين المسلمين بشكل ينقلها من حيز الظني إلى حيز القطعي، ومن دائرة المسألة إلى دائرة القضية.
- المسائل التي يكون الشائع فيها بين الناس مخالفا للصواب ومُصَادِما للمقررات الشرعية.
- المسائل المفهومة على غير وجهها من بعض الطوائف، مما ينبني عليه تكفير للناس أو تبديع للمسلمين أو تصدع في الصف الإسلامي.

فيهدف الباحث إما إلى بيان أن الأمر واسع وأنه لا إنكار في مختلف فيه وأن لكل قول وجاهته وأدلته، أو إلى إبراز القول المختار لدى الدار وتعضيده وتقويته.

#### شعبة الرد على الشبهات
يقوم الباحثون في هذه الشعبة بالرد على الشبهات التي تثار حول الإسلام في الداخل والخارج والتي تَرِد إلى الدار عن طرق البريد الإلكتروني كما تتابع الشُّعْبة الرد على الشبهات التي تتكرر إثارتها في الإعلام المرئي والمسموع والمقروء، فتبين الفهم الصحيح للدين الإسلامي بأسلوب يناسب العقل المعاصر ويجلي مقاصد الشرع الشريف، كما يقوم الباحثون بالشعبة بإعداد بحوث منهجية حول قضايا الاشتباه، كدراسة أسباب الاشتباه ومناهج الرد ونحوها.

#### شعبة الفكر الإسلامي
وتعنى هذه الشعبة بمعالجة القضايا الفكرية المعاصرة وبيانها عرضًا وتأصيلا، كما تعتني أيضًا بالكتابة في المسائل المتعلقة بالأخلاق والقيم، فتتعرض للمفاهيم الأخلاقية في الإسلام وتنتقد المفاهيم الأخلاقية المغلوطة والقيم المستوردة المرفوضة في الإسلام.

### مركز الإرشاد الزواجي
هذه الخدمة متخصصة في حل المشكلات بين أفراد الأسرة الواحدة وخاصة مشكلة الطلاق. وتعمل على الحد من المشاكل الزوجية والاستقرار الأسري وتوعية الشباب غير المتزوج ومساعدتهم على الاختيارات المناسبة وكيفية الارتباط للزواج وإقامة أسرة ناجحة؛ وذلك باستخدام الطرق التوعوية الحديثة من الإرشاد النفسي والشرعي.

### إدارة التدريب
يقوم هذا المركز بتقديم مجموعة من الأنشطة التدريبية؛ وهي كالآتي:

#### التدريب الراقي
في إطار ما تشهده الأُمَّة الإسلامية من تحديات ووضع مأزوم، ارتأت دار الإفتاء المصرية أن من واجب الوقت أن تعمل على تحسين الأداء الدعوي لدى المتصدرين للعمل الدعوي من المتشرعين (أي: دارسي الشريعة الحاصلين على درجات علمية ويتصدرون للدعوة الإسلامية، من المدرسين بالجامعة وأئمة المساجد) رجاء أن يعود هذا التحسين على هؤلاء المتشرعين بمزيد من الوعي والإدراك لواقعهم وحاجات أمتهم الحضارية، والتمهر في التفاعل مع المستجدات المعاصرة بوعي وكفاءة؛ وذلك للوصول إلى النموذج المنشود للداعية القادر على أداء دوره في تمثيل الديانة والعِلم والأمة في المواقع والمواقف المختلفة تمثيلا مُشَرِّفًا وفعَّالا وذلك من خلال استيعاب العصر وأسئلته ومشكلاته، وتقديم الأجوبة والحلول والآراء المكافئة لما في الواقع من معقدات ومتداخلات؛ فيتخلق داعية مثقف متفاعل مبادر؛ يستمع للآخرين جيدًا، يستوعب أفكارهم وآراءهم وقِيمهم، يتفاهم مع الاختلافات والتنوعات، يستجيب برصانة، يقرأ النصوص والأقوال بعمق، يُشَخِّص الوقائع، ويفسرها ويُحَلِّلها، يُقَوِّم، ويتبنى المواقف عن دراسة وبحث، يقدم أطروحاته بلغة العصر فيجمع بتمَكُّن بين الشرع ومحله: الواقع؛ فيؤدي واجب وقته فينفع أمتين: أمة الإجابة، وأمة الدعوة.

#### تدريب المبعوثين
تدريب المبعوثين على الإفتاء إحدى المهام التي تطلع بها دار الإفتاء المصرية تفعيلا لدورها العلمي في مجال الإفتاء. وتقوم دار الإفتاء بهذه المهمة منطلقة من رؤية ترتكز على أن الإفتاء فنٌّ تحتاج ممارسته إلى خبرة عالية تساعد صاحبها على التعامل مع المسائل على اختلافها وتنوعها؛ ومن ثَمَّ تقوم الدار بهذه المهمة باعتبارها من أهم دور الخبرة وأقدمها في فن الإفتاء.

### إدارة تدريب المفتين عن بُعْد
تقوم دار الإفتاء بالإعداد لأول مركز من نوعه للتعليم عن بُعْد؛ وذلك في مجال الإفتاء الشرعي حيث يتم إعداد المناهج المتخصصة في مجال الإفتاء الشرعي، ومن ثم بث ذلك على موقع خاص بالتعليم عن بُعْد. ومن المتوقع أن توفر هذه الخدمة على طلاب العلم عناء السفر للحصول على دراسة دبلوم الإفتاء بالدار كما هو حاصل في وقتنا هذا، حيث يمكنهم من خلال موقع التعليم عن بُعْد أن يحصلوا على المعارف والمهارات الإفتائية التي تؤهلهم للقيام بدور الإفتاء بعد ذلك في بلادهم.
وانطلاقا من المرجعية العالمية لدار الإفتاء المصرية في مجال بيان الأحكام الشرعية فإن المركز من خلال الموقع سيقدم خدمة جديدة وعاجلة في مجال الدعم والاستشارات الفنية الإفتائية تعليمًا وتدريبًا وذلك لجميع المراكز الإفتائية المحتاجة لذلك الدعم؛ مما يعمل على التواصل العلمي البنَّاء في مجال الفتوى، وهو ما يعمل بإذن الله على القضاء على فوضى الفتاوى السائدة هذه الأيام. ويهدف هذا المشروع إلى تحقيق رسالة واضحة، وهي: نشر الوسطية في الإفتاء للحفاظ على مجتمع إسلامي كفء وفعَّال، ومساعدة من يطلب الأحكام الشرعية بمصداقية ووعي. والمركز عندما يقوم بهذا المشروع فإنه يقوم به تحقيقًا لعدد من الأهداف التي تسعى دار الإفتاء لتحقيقها؛ وهي:
1. إقامة وسائل للاتصال مع كل الراغبين في القيام بمهام الإفتاء بواسطة الدعم العلمي والاستشارات العلمية.
2. إمداد الراغبين بمهام الإفتاء بالمعارف اللازمة لإدراك الواقع بصورة صحيحة، وتأهيلهم للقيام بمهام الإفتاء من خلال إكسابهم مهارات تحليل الواقع المعاصر بجميع مجالاته.
3. فتح مجال النقاش البنَّاء في المسائل محل الخلاف للوصول إلى رؤية متزنة من أجل القضاء على بعض السلبيات مثل: التسرع في الفتوى أو التراخي في إصدارها.
4. دراسة أساليب الإفتاء المختلفة وصيغ عرضها لاختيار الأسلوب الأمثل -وضوحًا ودقة- الذي يتناسب مع السياقات المحيطة بالفتوى.
5. تأسيس منهج بحثي تأصيلي للعملية الإفتائية من خلال وضع المناهج الدقيقة للبحث في المسائل وتحويلها إلى مواد علمية يمكن نقلها وتعليمها والتدريب عليها.
6. إنشاء مرصد للنوازل والوقائع الخاصة بالأمة على هامش البرنامج التعليمي ليساعد على التدريب على الإفتاء في قضايا الأمة.
7. ربط القائمين بمهمة الإفتاء من خلال شبكة الاتصالات بدار الإفتاء المصرية وبسائر المجامع الفقهية للاستفادة من الخبرات في التعامل مع الوقائع المعاصرة.

### إدارة المراجعة والتدقيق اللغوي
أنشأت دار الإفتاء المصرية إدارة تراث الفتاوى انطلاقا من الاهتمام بالمحافظة على تراثها من الفتاوى منذ إنشائها وحتى الآن (أكثر من 100 ألف فتوى)، وهذا التراث كان حبيس السجلات التي كان يتم تسجيل الفتاوى فيها يدويا، فكان إنشاء هذه الإدارة بعد إدخال هذه الفتاوى على الكمبيوتر ووضعها في برنامج خاص بها، ليتم مراجعة هذه الفتاوى لغويا وضبط نصوصها، ثم القيام بخدمات مساعدة لنصوص هذه الفتاوى من تصنيفها تصنيفا فقهيا دقيقا يسهل استرجاعها عند الحاجة إليها، بالإضافة إلى خدمات الكلمات المفتاحية، والكشافات المختلفة، والتعليق على نصوص الفتاوى، وعمل المبادئ لكل فتوى، وذلك كله بهدف تنويع وتكثير المداخل المختلفة للوصول إلى الفتاوى وتيسير الاستفادة منها. قامت دار الإفتاء المصرية بطباعة فتاوى منتقاة من سجلات دار الإفتاء المصرية في ثلاثة وعشرين مجلدًا، وهناك أجزاء أخرى تحت الطبع. كما أسند إلى الإدارة المراجعة اللغوية لأبحاث مجلة دار الإفتاء المصرية، والمراجعة اللغوية للمواد المنشورة على موقع الدار من مقالات وأبحاث وقضايا وفتاوى وتراجم للعلماء... إلخ، والبيانات الإعلامية الصادرة عن الدار. وتأتي أهمية هذه الإدارة من كونها داعمة لجميع الإدارات العلمية الموجودة بدار الإفتاء المصرية، كما يستفيد من أعمال الإدارة الباحثون والدارسون لتراث الفتاوى ولإصدارات الدار المختلفة.
ولتحقيق هذه الأهداف تقوم الإدارة بتقديم الخدمات والمنتجات التالية:
1. تصحيح الفتاوى لغويا.
2. تقديم الخدمات المساعدة لنصوص الفتاوى.
3. تصويب مادة الموقع لتكون جاهزة لتعامل وحدة النشر.
4. تصحيح المكاتبات الصادرة عن مكتب فضيلة المفتي.
5. تصحيح البيانات الإعلامية قبل أن يتولى المركز الإعلامي نشرها.
6. مراجعة مادة مجلة الدار قبل دفعها لوحدة النشر.

### إدارة الإصدارات
انطلاقا من اهتمام دار الإفتاء المصرية بتلبية احتياجات المجتمع الداخلي والخارجي، والمساهمة في تحقيق الأهداف العامة لدار الإفتاء من أخذ دورها الريادي في المجتمع علميًّا وإرشاديًّا في إطار مؤسسي مبني على القوة الذاتية للدار، ومحقق للثروة المعنوية والمادية لها- أنشأت دار الإفتاء المصرية إدارة جديدة تُسمّى بـ (إدارة الإصدارات) وتضم إدارة الإصدارات ثلاثة أقسام:

#### مجلة الدار
في إطار النشاط الإعلامي والعلمي لدار الإفتاء المصرية فإنها تقوم بإصدار مجلة للدار باللغة العربية، ويلحق بها قسم لملخصات البحوث باللغة الإنجليزية -وهذا لا يمنع من النشر بلغات أخرى عند اقتضاء الحاجة- وهي مجلة أكاديمية فصلية علمية محكمة تعني بنشر البحوث العلمية، وبحوث الترقية لأعضاء هيئة التدريس في مجال الفقه وأصوله لتحقيق الأهداف الآتية:
- تأصيل الحقائق العلمية للمستجدات.
- تأصيل ضوابط الإفتاء وتفعيلها في الواقع العملي.
- إفساح مجال النشر للمتخصصين في الدراسات الفقهية.

#### الأرشيف
يضم أرشيف الفتاوى بدار الإفتاء المصرية جميع الفتاوى التي صدرت عن دار الإفتاء المصرية منذ نشأتها وحتى وقتنا هذا والتي تضم أكثر من مائة ألف فتوى. وتم وضع هذه الفتاوى على برنامج إلكتروني يمكن الرجوع إلى أي فتوى في أي وقت وفي أسرع وقت ويعتبر الأرشيف مرجعا للباحثين بدار الإفتاء المصرية للوقوف على أهم الفتاوى التي صدرت عن دار الإفتاء المصرية، فيعتبر الأرشيف مرجعا لجميع الأقسام الشرعية بالدار من الفتاوى الشفوية والمكتوبة وفتاوى الهاتف وفتاوى النت وذلك من أجل توحيد الفتوى في جميع الأقسام.

#### المكتبة
وجدت مكتبة دار الإفتاء المصرية منذ زمن بعيد ثم دخلت عليها بعض الاجتهادات لتنظيمها وترتيبها لكيفية الوصول إلى الكتاب وذلك عن طريق تسجيل محتوياتها في شكل قوائم ورقية تحتوى هذه القوائم على عناوين الكتب وأماكن تواجدها على الدواليب بالمكتبة ولكنها كانت غير مسجلة على برنامج خاص بها. فقد تم وضع برنامج متخصص لتخزين الأوعية بعد الخضوع للعمليات الفنية التي تمر بها وعاء المعلومات من فهرسة وتصنيف ثم الإدخال على برنامج متخصص لتخزين الكتب عليه، وقد تم عمل خطة تصنيف لخدمة الموضوعات التي تحتويها المكتبة حيث إن المكتبة تحتوي على حوالي 70% من العلوم الإسلامية. تحتوي المكتبة على حوالي 7000 عنوان شامل (كتب ومجلات وموسوعات ورسائل جامعية وأعمال مؤتمرات وبحوث وكتب نادرة) وفي خطوة مهمة تحاول الدار تعظيم الاستفادة من التقنيات الحديثة، من خلال الحاسوب وشبكة المعلومات الدولية، وهو ما يمكنها من التواصل مع المسلمين في جميع أنحاء العالم، ومن ثم أنشأت قاعدة بيانات حاسوبية من آلاف الكتب والمراجع العلمية في فروع المعارف المختلفة، ويتم تحديثها بصورة مستمرة، وتهدف إلى مساعدة أمناء الفتوى والباحثين في الدار في توفير أكبر كمِّ من المراجع الأصيلة التي تعينهم على تحرير الفتاوى المكتوبة وإنشاء الأبحاث، فضلا عمّا تتيحه لهم مكتبة دار الإفتاء بمراجعها النادرة وكتبها القيمة.

### إدارة المركز الإعلامي
لقد تم إنشاء المركز الإعلامي انطلاقًا من إيمان دار الإفتاء المصرية بأهمية الإعلام لتوصيل رسالة الدار إلى الأمة وتنظيم العلاقة الإعلامية بين الدار وغيرها من المؤسسات المحلية والعالمية، ويمكن صياغة الأهداف التي يعمل المركز على تحقيقها في الآتي:
1. متابعة ومراقبة وسائل الإعلام محليًّا وإقليميًّا وعالميًّا.
2. تعزيز الوعي بالدور الذي تضطلع به دار الإفتاء.
3. توجيه الرسائل وإصدار الفتاوى بشكل فعال من دار الإفتاء.

أقسام المركز الإعلامي بدار الإفتاء المصرية:
- وحدة المتابعة الإعلامية وكتابة التقارير الصحفية اليومية.
- وحدة إصدار البيانات والأخبار الصحفية.
- وحدة التدريب وتفعيل الأداء الإعلامي ووضع الخطط.
- وحدة التنسيق الإداري والاتصالات.

المراجعة الإعلامية:
1. مراجعة المواد الإعلامية المختلفة.
2. المراقبة والتحليل وعمل القصاصات الصحفية بشكل يومي.
3. تتبع التغطية الإعلامية المصرية والإقليمية لدار الإفتاء، وفضيلة المفتي، والقضايا الدينية الرئيسية.

المؤتمرات الصحفية:
- إصدار بيانات ذات أهمية محلية وعالمية.

### إدارة الموقع الإلكتروني
وهو موقع خدمي أنشأته دار الإفتاء المصرية وبثته على شبكة المعلومات الدولية (الإنترنت) تلبية للتقدم التكنولوجي باستخدام أحدث الوسائل لخدمة العملية الإفتائية وتلبية للاتساع والتزايد المستمر في حالات الفتوى، وإسهاما منها في ضبط واستقرار أسس وطرائق الفتوى درءا للفوضى والتخبط اللذين تموج بهما ساحة الفتوى الشرعية.
يقوم الموقع بالمهام الآتية:
1. نشر فتاوى دار الإفتاء: حيث يتم نشر الفتاوى على موقع دار الإفتاء المصرية، وهذه الفتاوى هي نماذج لما تصدره دار الإفتاء المصرية من فتاوى مختارة تمثل منهج الدار في الفتوى كما تعبر عن اختياراتها الشرعية في كثير من المسائل المطروحة على الساحة الإفتائية. وتنشر الفتاوى باللغة العربية، وبلغات أخرى منها: [الإنجليزية، الألمانية، الفرنسية، التركية، الروسية، الأردية، الإندونيسية] -الأربع لغات الأخيرة تحت الإعداد حتى تاريخه- فيقوم قسم الترجمة بالدار بترجمة الفتاوى المختار ترجمتها إلى اللغات المختلفة.
2. التواصل مع طالبي الفتوى على المستويين المحلي والعالمي: حيث يتلقى قسم الفتاوى الإلكترونية بالموقع الأسئلة من جميع أنحاء العالم باللغة العربية وبغيرها من اللغات المختلفة [إلى الآن توجد سبع لغات وهي: الإنجليزية، الألمانية، الفرنسية، التركية، الروسية، الأردية، الإندونيسية] وذلك على القسم المختص بتلقي الأسئلة على الموقع الإلكتروني للدار، فيقوم القسم بالإجابة على الفتاوى الواردة، ويقوم قسم الترجمة بترجمة الأسئلة الواردة بغير اللغة العربية لتجيب عليها أمانة الفتوى ثم يترجم قسم الترجمة الإجابة إلى لغة السائل.
3. نشر الأبحاث الشرعية والقضايا الإسلامية والردود على الشبهات والبيانات التي تصدرها الدار: يقوم موقع دار الإفتاء المصرية بنشر العديد من الأعمال التي أنتجها قسم الأبحاث الشرعية من خلال شعبه المختلفة؛ كالبحوث الشرعية، والقضايا الإسلامية والفكرية، ومسائل القيم والأخلاق، والرد على الشبهات. كما يقوم الموقع بنشر ما تصدره دار الإفتاء المصرية من بيانات من حين لآخر كلما دعا داع لذلك الأمر.

### إدارة الترجمة
لقد أدى التطور الهائل الذي أحدثته ثورة التكنولوجيا في وسائل الاتصالات إلى اتساع نطاق تبادل الآراء والمعلومات، وسرعة انتشار الأفكار والآراء؛ الأمر الذي أثَّر كثيرًا في اتساع العملية الإفتائية وبروز ما يُسَمَّى بالفتاوى الإلكترونية أو فتاوى شبكة المعلومات. وهو أمر وإن أدى إلى إثراء العملية الإفتائية إلا أنه أدى إلى اضطرابها وشيوع حالة من الفوضى والتداخل في الفتوى، وانطلاقا من الدور الريادي الذي تمثله دار الإفتاء المصرية باعتبارها من أعرق المؤسسات الإفتائية على مستوى العالم، وتفعيلا لجهودها العالمية في إرساء وضبط العملية الإفتائية قامت دار الإفتاء بإنشاء قسم للترجمة يضم فرقا للترجمة باللغات المختلفة، حيث يضم كل فريق من هذه الفرق عددًا من المتخصصين في الترجمة باللغة التي يمثلها الفريق، ويترأس كل فريق أحد المتخصصين الذي قد يكون من أبناء اللغة نفسها، وذلك إمعانًا في تحرِّي الدِّقة والمحافظة على الذَّوق اللُّغوي، وتقاليد التعبير اللغوي في الفتاوى المترجمة لكل لغة من هذه اللغات.
ويقوم فريق الترجمة بالخطوات التالية: تَلَقي الأسئلة من جميع أنحاء العالم بلغاته المختلفة [إلى الآن توجد سبع لغات وهي: الإنجليزية، الألمانية، الفرنسية، التركية، الروسية، الأردية، الإندونيسية]، وترجمتها إلى العربية لتقوم أمانة الفتوى بدراستها والإجابة عليها ثم يُعِيد قسم الترجمة ترجمتها إلى لغة السائل مرة أخرى. كما يقوم القسم بترجمة الفتاوى المختارة - التي تختارها لجنة التقويم العلمي والتحضير الإعلامي -إلى اللغات المختلفة [الإنجليزية، الألمانية، الفرنسية، التركية، الروسية، الأردية، الإندونيسية] -الأربع لغات الأخيرة تحت الإعداد حتى تاريخه-؛ وذلك: ليتم نشر هذه الفتاوى على موقع دار الإفتاء المصرية كنماذج لما تصدره دار الإفتاء من فتاوى تُمَثِّل منهج الدار في الفتوى كما تعبر عن اختياراتها الشرعية في كثير من المسائل المطروح على الساحة الإفتائية. ويقوم قسم الترجمة بترجمة البيانات والمواد العلمية والإعلامية المختلفة التي تصدرها الدار إلى اللغات المختلفة.

### إدارة تكنولوجيا المعلومات
تتلخص مهام الإدارة في إنشاء وتحديث وصيانة البنية التحتية التكنولوجية وكذلك الميكنة الكاملة للعمل بدار الإفتاء للاستفادة من الثورة المعلوماتية وإتاحة الوصول للمعلومات بسرعة وفاعلية لذلك فالإدارة شريكة في أعمال أغلب إدارات الدار.وهو ماتحقق بالفعل من خلال توفير أحدث البرامج والاجهزة والخوادم وبناء شبكات الحاسب الآلى بالدار وفروعها وربط الدار بشبكة المعلومات الدولية ومصادر المعلومات الالكترونية لسهولة الحصول على الكتب والدوريات والأبحاث العلمية والموسوعات وإتاحتها لمستخدمي الدار داخليا وخارجيا ودعم وتدريب العاملين بالدار للتعامل مع هذه الثورة المعلوماتية.بالإضافة إلى ميكنة إجراءات العمل في جميع إدارات الدار والربط والتواصل بين كل إدارات الدار لتيسير وتسهيل العمل والوصول السريع للمعلومات للعاملين بالدار بما ينعكس على عموم المواطنين والمستفتين بالإضافة إلى ميكنة طرق ورود الفتاوى الي الدار من مقابلات شخصية وبريد وفاكس وهاتف وإنترنت.
تنقسم إدارة تكنولوجيا المعلومات إلي ثلاثة أقسام:
1. قسم تطوير البرمجيات المسؤول عن إنشاء وتطوير وصيانة وإدارة التطبيقات والإنظمة التي تحتاجها الدار بالإضافة إلى النسخ الاحتياطي لقواعد البيانات المختلفة وصيانتها وتصميمات المطبوعات والجرافيك.
2. قسم الشبكات والدعم الفني المسؤول عن إنشاء وتطوير وصيانة وتأمين الشبكات وأجهزة الحاسب والخوادم وأجهزة الاتصال والربط بالدار.
3. مركز الاتصالات المسؤول عن إدارة وتنظيم عملية تسجيل إستفسارات السائلين عن الأحكام الشرعية والواردة إلى دار الإفتاء المصرية عن طريق الهاتف على أن تتم هذه العملية في أسرع وقت وبأفضل طريقة.

### الإدارة العامة للشئون القانونية
الإدارة العامة للشئون القانونية من الإدارات المستحدثة بدار الإفتاء ؛ نشأت مسايرة للواقع الإداري الجديد نتيجة لاستقلال دار الإفتاء مالياً وإدارياً وفنياً وفقاً لما جاء باللائحة المالية لدار الإفتاء المصرية الصادرة بقرار فضيلة مفتي جمهورية مصر العربية رقم 17 لسنة 2008 والمستند قانوناً لقرار وزير العدل رقم 1147 لسنة 2008م بالتفويض في بعض الاختصاصات ؛ وما يقوم به فضيلة الأستاذ الدكتور علي جمعة من جهد في وضع خططاً لتطوير النظام الإداري بالمؤسسة تهدف إلى الوصول إلى ثباتها واستقرارها وتحقيقاً للأهداف المرجوة في أقل فترة زمنية عن طريق تشجيع الاتجاه اللامركزي في الإدارة مع الحرص على تقوية الروابط والتكامل بين الإدارات . ونظراً لكون الإدارة العامة للشئون القانونية هي إدارة فنية بمثابة جهاز معاون للجهة التي توجد فيها فهي تساعد بجهودها لضبط قانونية سير العمل وحفظ الملكية العامة ومراقبة العمل بالقوانين واللوائح والقرارات المعمول بها والقواعد المنظمة لسير العمل مما يساهم في ثبات واستقرار وتحسين سير العمل بدار الإفتاء المصرية. وتختص الإدارة العامة للشئون القانونية بإجراء التحقيقات في حدود اختصاصها فيما يحال إليها من مخالفات، وتنفيذ خطة التفتيش التي تضمن استقرار سير العمل ومتابعة الدعاوى القضائية التي تكون دار الإفتاء المصرية أحد أطرافها وإمداد هيئة قضايا الدولة بالمستندات والمذكرات، والمساعدة في إعداد اللوائح الداخلية لدار الإفتاء التي تهدف إلى الحد من المخالفات والعمل على تلافيها قبل حدوثها، ومراجعة صيغ العقود والاتفاقات التي تنشأ التزامات مالية على المؤسسة وإبداء الرأي فيها وفقاً لما يطبق من قوانين ولوائح تنفيذية وقرارات معمول بها إضافة إلى مهام الإفتاء القانوني فيما يعرض على الإدارة من موضوعات.

### الإدارة العامة للشئون المالية
القطاع المالي يتبع مباشرة للسلطة المختصة بدار الإفتاء المصرية. ومن مهام القطاع تدبير الموارد المالية لدار الإفتاء المصرية في إطار الموازنة العامة المعتمدة من الدولة وذلك لتدبير جميع احتياجات الدار . يخضع القطاع المالي بدار الإفتاء المصرية لأحكام القوانين واللوائح والقرارات المالية المنظمة لهذا الشأن والمعمول بها بوحدات الجهاز الإداري ووحدات الحكم المحلي والهيئات العامة الخدمية وكافة الأجهزة الأخرى التي تشملها الموازنة العامة للدولة وكذلك للائحة المالية لدار الإفتاء المصرية.

### الإدارة العامة للشئون الإدارية
الإدارة العامة للشئون الإدارية مهمتها هي إدارة العلاقات المؤسسية والمثمرة مع قطاعات الدار في الداخل وأيضا مع المؤسسات الإدارية في الخارج وهي إما:
- دعم إداري لقطاعات الدار
- دعم فني لقطاعات الدار
- أعمال تنسيق ومعاونة
- نشر للوائح والقوانين الصادرة على مستوى الدولة
- تنسيق أعمال التأمين الإداري والفني من القطاعات الخارجية
- تنسيق خطط التدريب للعاملين الإداريين مع مراكز التدريب الخارجية
- تخطيط العلاقات المؤسسية وتنظيم العمل داخل القطاع الإداري على إدارة هذه
- العلاقات والتحكم في عمليات ومخرجات العلاقات وقيام فريق العمل بالقطاع الإداري في تطوير واستثمار تلك العلاقات.

### قضايا الإعدام
لما كان بحث قضايا الإعدام من المهام المنوطة بدار الإفتاء المصرية؛ لما تمثله من أهمية تتعلق بحياة الإنسان ولو كان مذنبًا. ونظرًا لحساسيتها وخطورتها فقد تم اتخاذ مجموعة من الإجراءات والمراحل التي تمر بها؛ فتقوم دار الإفتاء بالدراسة الكاملة لكل الأوراق والملفات الخاصة بالقضايا الواردة إليها، ويذكر في التقرير النهائي عرض للواقعة والأدلة التي تحملها أوراق الدعوى ومعاييرها في الفقه الإسلامي على اختلاف آراء الفقهاء، ثم اختيار الرأي الذي يمثل صالح المجتمع من وجهة نظر فضيلة المفتي، وتسجيل التقارير بعد الانتهاء منها بالسجل الخاص بالجنايات؛ ويرفق التقرير بملف القضية بسرية تامة بمظروف مغلق مختوم يتم تسليمه لمحكمة الجنايات المختصة. وتحديدا للإجراءات والمراحل التي تمر بها قضايا الإعدام حتى تمام إصدار الرأي الشرعي فيها.
تمر أوراق قضية الإعدام بثلاث مراحل هي: مرحلة الإحالة، ومرحلة الدراسة والتأصيل الشرعي، ومرحلة التكييف الشرعي والقانوني، وذلك على النحو التالي:
أولاً: مرحلة الإحالة:
من المهام المنوطة بدار الإفتاء المصرية إصدار الفتوى في قضايا الإعدام؛ حيث تحيل محاكم الجنايات وجوبًا إلى فضيلة المفتى القضايا التي ترى بالإجماع وبعد إقفال باب المرافعة وبعد المداولة إنزال عقوبة الإعدام بمقترفيها، وذلك قبل النطق بالحكم؛ تنفيذًا للمادة (381/2) من قانون الإجراءات الجنائية. وبمقتضاها تَوَقَّفَ تطبيقُ العقوبات المقررة في الشريعة الإسلامية (في الحدود والتعازير)، كما توقف تطبيق قواعد الإثبات في فقه هذه الشريعة عند النظر في الجرائم بوجه عام؛ وذلك لِمَا تقرر في الشريعة من درء الحدود بالشبهات، وأن العصر قد اكتنفه شُبَهٌ كثيرة رأى معها أولياء الأمر إيقاف الحدود والعقوبات البدنية من غير إنكار لها أو إلغاء، بل إيقاف يشبه إيقاف الحد في عام الرمادة من أمير المؤمنين عمر رضي الله عنه.
ثانيا: مرحلة الدراسة والتأصيل الشرعي:
يفحص المفتي القضية المحالة إليه من محكمة الجنايات، ويدرس الأوراق منذ بدايتها: فإذا وجد فيها دليلا شرعيًّا ينتهي حتمًا ودون شك بالمتهم إلى الإعدام وفقًا للشريعة الإسلامية أفتى بهذا الذي قامت عليه الأدلة، أما إذا خرج ما تحمله الأوراق عن هذا النطاق، كان الإعمال للحديث الوارد مرفوعًا عن النبي صلى الله عليه وآله وسلم وموقوفًا عن عائشة وعمر بن الخطاب وابن مسعود وعلي رضي الله تعالى عنهم والذي صار قاعدة فقهية في قضايا الجنايات لدى فقهاء المسلمين: «لأن يخطئ الإمام في العفو خير من أن يخطئ في العقوبة»؛ لأن القرآن حرم قتل النفس الإنسانية بغير حق، فوجب التحقق من واقع الجريمة وتكييفها وقيام الدليل الشرعي على اقتراف المتهم إياها حتى يقتص منه.
وبإيجاز تصبح ضوابط الفتوى في قضايا الإعدام هي الالتزام بعرض الواقعة والأدلة حسبما تحمله أوراق الجناية على الأدلة الشرعية بمعاييرها الموضوعية المقررة في الفقه الإسلامي، وتكييف الواقعة ذاتها وتوصيفها بأنها قتل عمد إذا تحققت فيها الأوصاف التي انتهى الفقه الإسلامي إلى تقريرها لهذا النوع من الجرائم.
ثالثا: مرحلة التكييف الشرعي والقانوني:
يقوم بمعاونة فضيلة المفتي في هذا الأمر هيئة مكونة من ثلاثة من المستشارين من رؤساء محاكم الاستئناف، تكون مهمتهم دراسةَ ملف القضية؛ لبيان ما إذا كان الجُرم الذي اقترفه المتهم يستوجب إنزال عقوبة القصاص حدًّا أو تعزيرًا أو قصاصًا أو لا، ونظرًا لخطورة ملف قضية الإعدام فإن المستشار يقوم بدراسة ملف القضية دون نسخ أي ورقة من أوراق القضية بأي طريقة من طرق النسخ ويجب أن تراجَع القضية ويُكَتب التقرير الخاص بالقضية داخل مقر دار الإفتاء المصرية، ولا يخرج أي تقرير أو أي ورقة خاصة بالقضية خارج مقر دار الإفتاء؛ نظرًا للسرية التامة المحاطة بالقضية.
ثم بعد ذلك يقوم السادة المستشارون بعرض القضية على فضيلة المفتي؛ لإبداء الرأي النهائي من دار الإفتاء فيها.

## فروع دار الإفتاء
- المقر الرئيسي في القاهرة طريق صلاح سالم - الدراسة - بجوار مشيخة الأزهر - حديقة الخالدين.
- فرع إسكندرية 8 شارع الصاغ محمد عبد السلام متفرع من شارع خالد بن الوليد - سيدي بشر بحري - الدور الأول فوق الميزانين.
- فرع أسيوط امتداد شارع يسري راغب بجوار حلوانى قصر نابولي - برج أ - أبراج التوحيد.
- فرع بني سويف بكلية علوم الملاحة وتكنولوجيا الفضاء في جامعة بني سويف- مجمع 320 فدان شرق النيل[11]
- فرع طنطا: ميدان المحطة - عمارات عبدالمنعم رياض - بجوار هيئة قضايا الدولة.
- فرع مطروح: مدينة مرسى مطروح بجوار مكتبة مصر العامة، وهيئة الرقابة الإدارية، ومواعيد العمل فيه على النحو التالي:

من السبت إلى الأربعاء من التاسعة صباحًا حتى الخامسة مساء.
ويوم الخميس من التاسعة صباحًا حتى الثالثة عصرًا.

## اليوم العالمي للإفتاء
حددت الأمانة العامة لدور وهيئات الإفتاء في العالم وذلك تحت مظلة دار الإفتاء المصرية يوم 15 ديسمبر «اليوم العالمي للإفتاء»  بناء على توصية من المؤتمر العالمي الخامس لدور وهيئات الإفتاء المنعقد في القاهرة تحت عنوان «الإدارة الحضارية للخلاف الفقهي» وقد أوصت الأمانة العامة في البيان الختامي بإطلاق اليوم العالمي للإفتاء يوم 15 ديسمبر من كل عام وهو ذكرى إنشاء الأمانة العامة لدور وهيئات الإفتاء في العالم.

## خدمات دار الإفتاء المصرية
تقدم دار الإفتاء المصرية مجموعة من الخدمات وهي:
1. خدمة الفتاوى الشفوية: تعد الفتاوى الشفوية أساس عمل دار الإفتاء، وأصل الحصول على فتوى، حيث يتوجه المستفتي بنفسه إلى مقر دار الإفتاء، ويجلس السائل مع أحد أمناء الفتوى في مكتبه، ويقوم أمين الفتوى بتسجيل بيانات المستفتي وسؤاله، ثم يقوم بإجابة السائل.
2. خدمة فتاوى الهاتف المسجلة: خدمة الهاتف المسجلة هي خدمة تقدمها دار الإفتاء مجانًا للجمهور، عن طريق الاتصال برقم مختصر يسهل على طالب الفتوى استخدامه سواء في ذلك أن يكون المتصل من داخل البلاد أو من خارجها.
3. خدمة فتاوى الهاتف المباشرة: خدمة فتاوى الهاتف المباشرة، هي خدمة مدفوعة الأجر، ويتم فيها تحدث المستفتي مع أمين الفتوى المنوط به الرد عليه، والحصول منه على إجابة مباشرة على أسئلته، ما لم ير المفتي أن الأمر يقتضي حضوره إلى دار الإفتاء أو حضور أطراف أخرى أيضًا لها علاقة بموضوع الفتوى.
4. خدمة فتاوى الإنترنت: الفتوى الإلكترونية خدمة تقدمها دار الإفتاء المصرية منذ عام 2000م.
5. خدمة الفتاوى المكتوبة: يحتاج بعض الأشخاص وبعض الجهات القضائية والشركات وغيرها الحصول على بعض الفتاوى مكتوبة وموثقة من دار الإفتاء، وفي حال الرغبة في الحصول على فتوى مكتوبة وموثقة، يمكن لصاحب الطلب التوجه إلى دار الإفتاء والحصول على الفتوى بعد سداد الرسوم المقررة.
6. خدمة البريد: يكتب السائل سؤاله ويرسله في خطاب بالبريد العادي أو المسجل أو السريع على عنوان مقرِّ دار الإفتاء المصرية.
7. خدمة فتاوى الفاكس: يقوم السائل بإرسال سؤاله عن طريق الفاكس على الرقم المخصص لاستقبال الأسئلة بدار الإفتاء المصرية، ثم يُعْرض السؤال على أحد أمناء الفتوى المختصين، وبعد الإجابة عن السؤال يتم إرسال الرد إلى السائل، وذلك بواسطة رقم هاتف الفاكس الخاص به الذي يذكره السائل في الفاكس المرسل، أو على العنوان البريدي الذي يريد أن تُرسَل له الإجابةُ عليه.
8. خدمة الحساب الشرعي: إدارة الحساب الشرعي بدار الإفتاء هي إدارة متخصصة في الخدمات والاستشارات المالية الشرعية؛ مما يساعد على الدعم الشرعي للتنمية الاقتصادية بتفعيل آليات النظام المالي في الإسلام.
9. خدمة حساب المواريث والزكاة: يقدم الموقع خدمة حساب المواريث والزكاة إلكترونيًّا، فبإمكان الزائر أن يقوم بزيارة قسم حساب المواريث والزكاة بالموقع ويحدد مسألة الميراث؛ ليعرف المستحقين ومقدار نصيب كل منهم، أو المبلغ المراد دفع زكاته؛ لمعرفة مقدارها وموعد استحقاقها.
10. خدمة التدريب: تهدف هذه الخدمة إلى تحسين الأداء الدعوي لدى المتصدرين له؛ من أجل مزيد من الوعي والإدراك لواقعهم وحاجات أمتهم الحضارية، والتعامل مع المستجدات المعاصرة بوعي وكفاءة؛ سعيًا إلى النموذج المنشود في تمثيل الديانة والعِلم والأمة في المواقع والمواقف المختلفة تمثيلا مُشَرِّفًا وفعَّالا.
11. خدمة إعداد المفتين عن بعد: أسست دار الإفتاء أول مركز من نوعه للتعليم عن بُعْد في المجال الإفتائي والشرعي؛ حيث تم إعداد المناهج المتخصصة في مجال الإفتاء الشرعي؛ ليتم بث ذلك على موقع خاص بالتعليم عن بُعْد. وتوفر هذه الخدمة على طلاب العلم عناء السفر للحصول على دراسة دورة الإفتاء بالدار كما هو حاصل في وقتنا هذا.
12. خدمة التاريخ الهجري: هذه الخدمة هي امتداد لدور دار الإفتاء المصرية في بيان رؤية أهلة الشهور العربية وهذه الخدمة مقدمة لأصحاب المواقع لعرض التاريخ الهجرى المعتمد من دار الإفتاء المصرية والمتوفر بأربع لغات مختلفة وهي (العربية، الإنجليزية، الفرنسية، الألمانية).

## جهود دولية وإشادات

### البرلمان الأوروبي يعتمد دار الإفتاء المصرية مرجعية للفتاوى
دار الإفتاء تبذل قصارى جهدها لمساعدة أوروبا ودول العالم في بلورة خطاب إفتائي رصين، يلبي متطلبات المسلمين في دول الاتحاد الأوروبي بالتعاون مع الهيئات الإسلامية المعتمدة هناك. وقد تم الاتفاق على إمداد البرلمان الأوروبي بألف فتوى مترجمة إلى اللغات الإنجليزية والفرنسية والألمانية، أعدتها دار الإفتاء المصرية، تراعى الوضعية الخاصة لمسلمي أوروبا وقوانينها كونها أعدت ردًا على استفسارات أوروبية المصدر بالأساس، وكذلك ترجمة التقارير الصادرة عن مرصد الفتاوى التكفيرية والآراء المتشددة، والتي تفند دعاوى الجماعات الإرهابية وتدحضها بمنهج علمي، كما تم التباحث حول إمكانية تدريب وإعداد عدد من الأئمة الأوربيين بمجال التصدي للفتاوى المتشددة. وهناك أهمية كبيرة توليها دار الإفتاء لاستخدام تكنولوجيا المعلومات وشبكة المعلومات الدولية، لنشر خطاب وسطي، يكون قادرًا على مواجهة القدرات العالية للتنظيمات المتطرفة في هذا المجال.

### عضوية دار الإفتاء في مبادرة أكاديمك إمباكت بالأمم المتحدة
انضمت دار الإفتاء المصرية في أكتوبر 2011 إلى مبادرة «أكاديمك إمباكت» للأمم المتحدة، وأصبحت عضوًا فاعلاً وكامل العضوية بها، ولتصبح بذلك أول مؤسسة إسلامية على مستوى العالم تحصل على هذه العضوية، اعترافًا بجهود دار الإفتاء المصرية في مجالات الفتوى والتواصل بين الحضارات والثقافات عن طريق موقع يبث محتواه بتسع لغات، إضافة إلى أنشطة فضيلة الأستاذ الدكتور علي جمعة- مفتي الجمهورية- ومقالاته وتأثيره العالمي.

### جائزة ميديا تينور في مجال الإعلام والتواصل
حصلت دار الإفتاء المصرية في 2011م على جائزة عالمية في الإعلام والتواصل من مؤسسة «ميديا تينور الدولية» بسويسرا، تتويجًا لجهودها كمؤسسة رائدة في مجال الإفتاء، وبذلك تصبح دار الإفتاء أول مؤسسة إسلامية في العالم تحصل على هذه الجائزة، وتعتبر مؤسسة ميديا تينور من أكبر المؤسسات الدولية في الرصد والتحليل والتصنيف الإعلامي، ولها أكثر من عشرة فروع في العالم تقوم برصد وتحليل المخرجات الإعلامية لأكثر من 150.000 هيئة ومؤسسة دولية حول العالم ويعتمد الكثير من صناع القرار ومراكز الأبحاث أو ما يسمى بـ «الثينك تانكس» على التقارير التي تصدرها كل عام في أكثر من 80  دولة حول العالم .

## إصدارات دار الإفتاء المصرية

### مجلة دار الافتاء المصرية
مجلة أكاديمية فصلية علمية محكمة تعنى بنشر البحوث العلمية، وبحوث الترقية لأعضاء هيئة التدريس في مجال الفقه وأصوله لتحقيق الأهداف الآتية: تأصيل الحقائق العلمية للمستجدات. تأصيل ضوابط الإفتاء وتفعيلها في الواقع العمل

### موسوعة الفتاوى المؤصلة
تم العمل في هذه الموسوعة من خلال رصد مجموعة ضخمة من الأسئلة التي تشغل أذهان الناس في العصر الحاضر عن طريق ما يرد إلى الدار من فتاوى في إدارة الفتوى الشفوية أو الهاتفية أو الإلكترونية، أو المكتوبة. والموسوعة تهم أولئك الحاملين أمانةَ تبليغ الدعوة، وأتباع المذاهب الفقهية المختلفة، والمتخصصين في العلوم الشرعية، وعامة المسلمين في كل مكان.
وتتناول الموسوعة:
- أحكام العقائد: كاستخدام العقل في إثبات العقائد، والسؤال عن الله بأين، وإمكان رؤيته جل وعلا، والقطع بعدم فناء النار، وتلبُّس الجن بالإنسان، والتكفير وضوابطه...
- الأديان والفرق: كالإسماعيلية والإباضية، وفرقة البهائية، وجماعة التبليغ والدعوة، والتصوف والصوفية...
- مسائل أصول الفقه: كقطعية أصول الفقه، والشبهة وأنواعها، وتلازم الحرمة والإثم، والإجماع، والقياس والتلفيق بين المذاهب الفقهية، وسد الذرائع .
- مسائل أصول الفقه، وأهمية إدراك الواقع في الفتوى، وتصوير النازلة وموقف المستفتي من تعدد المفتين.
- مسائل متعلقة بالقرآن الكريم: كالتفسير الإشاري ومس المصحف للمحدث وأخذ مال لقاء الرقية بالقرآن، والتنكيس في القراءة، وحكم تجويد القرآن وتلوين المصحف ...
- مسائل متعلقة بالسنة النبوية: كتخريج أحاديث القرآن، وحفظه، وحديث رهن النبي عند يهودي، وصحة بعض الأحاديث؛ كحديث الجنة تحت أقدام الأمهات، وماء زمزم لما شرب له، وعدالة الصحابة.
- أحكام الطهارة: كاستخدام العاج وعظام الحيوانات في العصي والمسابح، واستعمال الماء المتغير في الطهارة، والمذي للشباب، والمسح على الجبائر، وصحة الوضوء مع طلاء الأظافر، وغسل العين في الطهارة وغسل النجاسة الكلبية سبع مرات بالتراب، ونجاسة الدم الآدمي .
- أحكام الصلاة: الأذان الثاني وتوحيد الأذان، صلاة النافلة قاعدًا، القراءة في الركوع والسجود، الصلاة من المصحف، حكم صلاة الجماعة واستخلاف الإمام في الصلاة، والصلاة بين السواري، إمامة المرأة للنساء في الصلاة، والدعاء بين الخطبتين، وحكم بيع المرأة وشرائها وقت الجمعة، وصلاة التسابيح، وتحية المسجد بعد صلاة العصر ...
- من أحكام الجنائز: تلقين المحتضر والميت، تغسيل الرجل لزوجته والزوجة لزوجها، وتغسيل الرجل لأمه، وتصوير الميت، وتكرار صلاة الجنازة والكتابة على القبر...
- من أحكام الزكاة: الزكاة للزواج، وتأخير زكاة الفطر، جمع التبرعات، والديون، والعاملون على الزكاة...
- من أحكام الصيام: تعيين النية في الصيام عند اختلاف جنس الصيام، ابتلاع الصائم النخامة أثناء الصيام، متى يحل للمسافر الفطر؟ وإفساد الصائم صومه بالجماع، ووقت إفطار الصائم في الطائرة، والاعتكاف ومدته وخير أماكنه.
- من أحكام الحج والعمرة: فضل مكة وشرف قبر الرسول صلى الله عليه وسلم، حج الأنبياء، تعارض الحج مع تزويج الابن، الحج عن المتوفى، استعمال الصابون المعطر للمحرم، انتقاض الوضوء أثناء الطواف ...
- من أحكام الذبائح والأضحية والعقيقة: اشتراك غير المسلم في الأضحية، تحديد سن الأضحية، تسمية غير الذابح، حكم ذبيحة رجب...
- من أحكام الذكر والدعاء: الذكر الجماعي والصلاة على النبي من نصراني، والمدائح النبوية، وذكر الله بالاسم المفرد...
- من أحكام المعاملات: العقود المستحدثة، التعامل مع مال أكثره حرام، عمل مكاتب للسمسرة، الاحتكار، الفوائد البنكية والربا، الإيجار القديم...
- من أحكام المعاملات: الخلو، الفرق بين البقشيش والرشوة، الهدية، ربط القرض بالقيمة، العمل في الشركات المتعددة الجنسيات، الرهن، ميراث غير المسلم من المسلم، الوصية...
- من أحكام الزواج وما يتعلق به: ما يراه الخاطب من المخطوبة، تنازل الخاطب عن الشبكة، الكفاءة في عقد النكاح، حكم تعدد الزوجات، زواج المسيار، ملك اليمين، سفر الزوج لمدة طويلة وتركه لزوجته، تنظيم الأسرة ...
- من أحكم الرضاع: الزواج من بنت الربيب، الزواج ممن زنى بها، الزواج والرضاع، رضاع الكبير..
- من أحكام الطلاق والعدة: الطلاق لعقم الزوج، بقاء المطلقة رجعيا في منزل زوجها، عدة الكتابية...
- من أحكام النفقات: نفقة تزويج الأولاد، نفقة الابنة العزباء على أبيها وإن كان لها كسب.
- من أحكام النسب والكفالة والتبني: حقوق الطفل في الإسلام، حمل الزوجة مع عدم وجود احتمال للحمل من زوجها، نسبة ولد الزنا ...
- من أحكام المرأة: المغيبة وحكم الاختلاط، خروج المرأة في المظاهرات، سفر المرأة لحج الفريضة ...
- من أحكام اللباس والزينة: غطاء الرأس بين العادة والعبادة، حكم لبس النساء للبنطلون، حكم الوشم، تشقير الحواجب، حكم زرع الشعر، لبس الدبلة.
- من المسائل الطبية: استعمال الوسائل الحديثة في كشف عيوب الأجنة وعلاجها... والعديد من أسئلة طبية.
- من أحكام الأقضية والشهادات
- من أحكام الجنايات: السرقة بين الأقارب، مسألة اللص الظريف في كتب الفقه، دفع الصائل.
- أحكام الجهاد: الغاية من الجهاد، القيام بالأعمال التخريبية مقابل المال، إطلاق وصف الشهادة، الاستعانة بغير المسلمين في الحرب، المقاطعة الاقتصادية لبضائع المحاربين، قتل المدنيين الحربيين، قتل النساء في الحروب، الصدام مع المجتمع، تفسير عبارة الدين لله والوطن للجميع، الطائفة الممتنعة، تغيير المنكر.

### الفتاوى المهدية
تضم هذه الموسوعة مجموع الفتاوى التي أفتى بها الإمام محمد المهدي العباسي الحنفي [1243 : 1315هـ - 1827 : 1897م]، شيخ الأزهر ومفتي الديار المصرية الأسبق، وهو أول من جمع بين المنصبين، وقد سمى مجموع فتاويه (الفتاوى المهدية في الوقائع المصرية) وتقع في ثمان مجلدات، وقد حققتها دار الإفتاء المصرية وأعادت نشرها وطباعتها؛ حتى تكون متاحة لعموم الباحثين والمهتمين في شكل لائق.

### الصوم
الصوم عبادة من أَجَلِّ العبادات وأعظمها ثوابا، حيث اختص الله تعالى بتقدير ثواب الصائم؛ فقال النبي -صلى الله عليه وسلم-: «يَقُولُ اللهُ عَزَّ وَجَلَّ: الصَّوْمُ لِي وَأَنَا أَجْزِي بِهِ، يَدَعُ شَهْوَتَهُ وَأَكْلَهُ وَشُرْبَهُ مِنْ أَجْلِي». وعلى المكلَّف التمييز بين هذه الأمور التي تعرض لهذه العبادة -عبادة الصوم- حتى يحققها على الوجه الذي يرضي عنه الله سبحانه وتعالى، فيحصل بها الإجزاء في عالم الدنيا، والثواب الجزيل في الآخرة.

### دليل الأسرة في الإسلام
الدليل الذي تقدمه دار الإفتاء يعد موسوعة اجتماعية مؤطرة بأحكام الشريعة، يعالج في جزئه الأول الإطار الاجتماعي وعمليات بناء الأسرة، وفي الجزء الثاني يتناول طبيعة نوعية الحياة الأسرية وأبعادها والمتغيرات التي تشكل نوعية الحياة الأسرية، وتأثير التحولات الاجتماعية والثقافية على بناء الأسرة، ففي القسم الأول: الإطار الاجتماعي للأسرة: مفاهيم القرابة ومتغيراتها، بناء نظام القرابة، تكامل البنية القرابية وتماسكها، زواج الأقارب وزنا المحارم، التغير ومستقبل النسق القرابي، الجيرة كسياق مناظر للقرابة. وفي القسم الثاني نطالع: العمليات الأساسية لبناء الأسرة: رفض الفطرة للعزوبة والتبتل، فوائد الزواج، معايير الاختيار الزواجي، مشكلات الاختيار الزواجي، فواعل الاختيار الزواجي، الخطبة مراحلها وشروطها، متطلبات إنجاز الزواج وشروطه، الإنجاب عملية محورية لاستمرار الأسرة، التنشئة الاجتماعية ووظائفها. وفي القسم الثالث: بناء العائلة ووظائفها: تعريف الأسرة، وأنماطها، وبنائها، ووظائفها. وفي الجزء الثاني: معنى نوعية الحياة، ومواردها الثقافية والاجتماعية والاقتصادية. القرابة والجيرة، والمسكن كأحد موارد نوعية الحياة. الأنماط الأسرية المنحرفة. انهيار الأسرة بالطلاق. انهيار الأسرة بالخلع. فهذا الدليل موجه في الخصوص إلى القائمين على شئون الأسرة وذوي الصلة من قضاة المحاكم والإخصائيين الاجتماعيين ومؤسسات حل النزاعات الأسرية، أو المنظمات غير الحكومية المهتمة بشئون الأسرة والمدرسين في المؤسسات التعليمية وأساتذة الجامعات ومراكز البحث العلمي، ويهم على ثانيًا الآباء والأمهات وأعضاء الأسرة عمومًا؛ كل ذلك بهدف توفير المعارف العلمية لتكون في متناولهم عند اتخاذ القرار بشأن ما يخص الأسرة ومشكلاتها وتقديم الحلول الشرعية لها.

### أحكام المسافر
يضم هذا الكتاب مجموعة فتاوى مختارة من أرشيف دار الإفتاء المصرية، مما يخص المسافر من أحكامٍ، راعينا فيها قدر الاستطاعة الجوابَ على ما يَجُول بخاطر من يتلبَّس بالسفر، وغَرَضُنا من ذلك - بعد ابتغاء مرضات الله - أن يكون المسلم على بصيرةٍ من أمره، ويعلم أحكام دينه فيما هو قادم عليه. ويأتي ذلك في سياق التوجُّه الذي تنتهجه دار الإفتاء المصرية من تلبية حاجات السائلين ممن تجمعهم أوصاف معينة.

### فتاوى وأحكام المرأة
في هذا الكتاب - الذي تقدمه دار الإفتاء المصرية - تفصيلٌ مداره على جلاء بعض الأحكام الشرعية الخاصة بشؤون المرأة، قصدنا منه تعريفَ المرأة بأحكام دينها لا سيَّما الأحكام المتعلقة بها، وأسميناه «فتاوى وأحكام المرأة في الإسلام»، وأصله فتاوى من واقع الأسئلة اليومية الواردة إلى دار الإفتاء المصرية عبر منافذها المختلفة. فهناك عدد هائل من الفتاوى الصادرة عن الدار عبر عقودها تمسُّ جوانب شتى لحياة المرأة ومجالاتها.

### فتاوى الشباب
تقدم دار الإفتاء هذا الكتاب هاديًّا ومرشدًا، يأخذ بيد شبابنا إلى معرفة مراد الشريعة بهم، وبدورهم في بناء حضارة هذا الدين التي لا تقوم إلا بسواعدهم الفتية وعقولهم الألمعية؛ وقد رتبت لذلك هذا العمل الهادف إلى حسن التنشئة ترتيبًا مقصودًا عن طريق تعريف الشباب أولًا: أحكام العبادات؛ من وضوء وغسل وطهارة، وأحكام الصلاة وعقوبة تركها... إلى معرفة أحكام الصيام والزكاة وأنواعها. أحكام الأحوال الشخصية؛ من زواج ومهر وشبكة وهدايا وأحكام كل ذلك حال الطلاق... إلى حدود التعامل بين الزوجين، وأنواع الزواج، وحدود العلاقة بين الزوجين، وطاعة الزوجة لزوجها، وتضييق الزوج على زوجته، ومعايرتها بذنبها، وسفرها مع زوجها أو من دونه. أحكام اللباس والزينة؛ ما هيئة لباس المرأة الشرعي وما حدود زينتها، وعمليات التحويل الجنسي... إلى حكم النقاب واللحية ولبس الباروكة وتطويل الشعر للرجال، وعمل الكوافير. أحكام المعاملات؛ من تجارة وتأمين ومعاملات بنكية وقروض. ثم أسئلة متنوعة تمس كل شاب وتتداخل في حياته عملا وعبادة؛ كسلام الصغير على الكبير، وتعاطي المخدرات والتدخين والغش، إلى ختان الإناث وجراحات التجميل والاحتفال بعيد الحب والشذوذ الجنسي ومشاهدة الأفلام الإباحية... إلى تعليم البنات ودروس النساء بالمساجد، وحدود العلاقة بين الأولاد والبنات وعمل المرأة.

### الجهاد
قامت دار الإفتاء المصرية باستقراء فتاواها واختارت منها عيون الفتاوى التي توضح حقيقة الجهاد في الإسلام وضوابطه وأحكامه وغاياته، ووسائله المشروعة والممنوعة؛ فمن ذلك: تعريف حقائق الجهاد وأباطيله، بين الجهاد والإرهاب وقتل المدنيين، الاعتداء على مراقد آل البيت والكنائس، الاغتيالات السياسية، ثم تعريف بالجامعات الإسلامية المعاصرة ومدى انتمائها إلى الإسلام، ومسائل أخرى متنوعة ما بين: اتفاقية السلام بين مصر وإسرائيل، الخلافة والدولة الإسلامية، تطبيق الشريعة الإسلامية، وأخيرًا حقوق الإنسان في الإسلام، الاستعانة بغير المسلمين، وغيرها من موضوعات تؤسس للحرية والتعددية والاختلاف وقبول الآخر واحترام حقوقه المشروعة، وتفند في الوقت ذاته ما صنعته الأفكار الهدامة من تفريق لوحدة المسلمين ونشر للنعرات الطائفية بينهم تحت ما يسمى الجماعات الدينية.

### البابية والإسلام
يتناول هذا الكتاب: الفصل الأول: الباب: الميرزا علي محمد؛ بيئته ومزاعمه وتصرفاته، والحركة البابية بعد مقتله، ومؤلفاته. الفصل الثاني: مذهب الباب ومذهب بهاء الله، وتأويل البابيين للقرآن. الفصل الثالث: البابية والشيعة: وهو بحث عن الشيعة الإسماعيلية بالخصوص لتشابه الفروع والأصول بينهما. ثم الباب الثاني، ويشتمل على: ادعاءات الباب وأدلتها. ادعاء النبوة. ادعاء الألوهية. ثم الباب الثالث ويتشمل على: عقائد البابيين. عقيدة البداء. الشريعة البابية.  الآثار الاجتماعية والأخلاقية المترتبة على البابية. التعليم عند الباب. الأخلاق عند البابيين.

### سؤالات الأقليات
قامت دار الإفتاء بتخير مجموعة من الفتاوى التي وردت إليها من الأقليات المسلمة عبر العالم، وجمعت هذه الفتاوى في كتاب واحد، لتصدره تحت اسم «سؤالات الأقليات». وتأتي أهمية هذا الكتاب من أنه محاولة للفت نظر المشتغلين بالفقه في هذه البلاد خاصة، وفي بلاد المسلمين عامة إلى ما يشغل بال هذه الأقليات من الأحكام الشرعية، كما أنه يستفاد من هذا المجموع منهج دار الإفتاء العلمي الواعي للمتغيرات في التعامل مع قضايا الأقليات.

### الإفتاء المصري
في كتاب «الإفتاء المصري» ترجمة لأشهر من مارس الإفتاء في مصر من الصحابة، ومن سار على نهجهم من التابعين وتابعيهم. مثل: عقبة بن عامر، وعبد الله بن عمرو بن العاص. وكيف تطور الإفتاء من فرض كفاية يقوم به من وجد في نفسه شروط الفتوى، إلى وظيفة يكلف الحاكمُ من يراه مناسبًا من الفقهاء لشغلها، وطبيعة الوظيفة الإفتائية في العصور المختلفة، كما يستعرض واقع الفتوى في مصر حاليًا والدور الذي تقوم به دار الإفتاء، ويستشرف مستقبلها وأهم مشروعات التطوير فيها.

### أدب المستفتي
المفتي كالطبيب، متخصص في حرفته مطلوب هو بعينه لداء بعينه، وكما لا يجوز استباحة الطب لكل مدَّعٍ علمًا، كذلك لا يجوز التصدر للإفتاء إلا للمتخصص الحاذق، فإن التصدر للفتوى بغير علم مجلبة للعنت محدث للفساد كما أن مآل ادعاء الطب إلى تدهور وهلاك، وإذا علمنا أن المفتي إنما يوقع عن الله سبحانه وتعالى، إذ هو وارث عن الأنبياء علمهم، ناقل عن الفقهاء حكمهم بعد تصور الفتوى وتكييفها، وبيان حكمها ثم إنزالها على الواقع؛ علمنا واجب المستفتي إزاءهم، ومدى تحري الأدب بين أيديهم. وهذا الكتاب تصدره دار الإفتاء بيانًا لهذه الآداب المرعية عند طلب الفتيا، مشددة على أن طلب الفتيا تكون عند أهلها، العالمين بمسالكها، والسالكين عوالمها، أصحاب العلم الشرعي والفقه الواقعي، فلا يغتر بمظهر لا يصدق عن مخبر، فإنه من التدليس والتلبيس، وإن كثيرا من دعاة هذا الزمان يكتفون بقراءة كتاب أو كتابين، دون التلقي على المشايخ وأهل العلم، ويفتون الناس من واقع الكتب النظرية دون نظر إلى واقع الحياة العملية، فيضلون ويضلون. وإن سلامة الدين تستتبع تقصي أهل الله الموقعين عنه بالإفتاء، وتحري طلبهم وعدم استثقال متابعتهم والتوصل إليهم، ثم إخلاص النية لله عند السؤال، فلا يسأل تعنتًا ولا امتحانًا، فإن العلم كما قيل لا يتعلمه مُستحٍ ولا مستكبر. ثم تجريد النفس لطلب الحق وتوطينها على قبول الحكم، والأدب مع المفتي، فإنه مبلغ عن الله أوامره، والأدب مع المبلغ أدب مع المبلغ عنه.

### كتاب الحج والعمرة
في هذا الكتيب بيان مختصر لمناسك الحج والعمرة نضعه بين يدي من كتب الله لهم حج بيته الحرام وأداء الركن الخامس في الإسلام، يسترشدون به في تأدية المناسك في يسر الإسلام وسماحته؛ امتثالا لقول الله سبحانه: ﴿وَمَا جَعَلَ عَلَيْكُمْ فِي الدِّينِ مِنْ حَرَجٍ﴾ [الحج: 78].

## إنجازات عام 2016
تتلخص إنجازات دار الإفتاء خلال عام 2016 في الآتي:
- عدد الفتاوى الصادرة عام 2016: حول الفتاوى التي أصدرتها دار الإفتاء في العام 2016، ذكر التقرير أن عدد الفتاوى بلغت أكثر من سبعمائة وعشرين ألف فتوى، شملت كل ما يهم المسلم من أمور في مناحي حياته المختلفة.
- حضور قوي لدار الإفتاء في المحافل الدولية: شارك مفتي الجمهورية الدكتور شوقي علام في العديد من المحافل الدولية الهامة، والتقى عددًا من زعماء العالم وقادة الرأي والفكر وصناع القرار، وشارك في الاجتماع السنوي لمنتدى «دافوس» بدعوة رسمية من رئيس المنتدى الاقتصادي العالمي، بحضور أكثر من 150 من رؤساء الدول والحكومات وكبار الشخصيات حول العالم، إضافة إلى لقاء الأمين العام للأمم المتحدة. وعقد مفتي الجمهورية جلسة مباحثات مطولة، مع بان كي مون، الأمين العام للأمم المتحدة بجنيف، وذلك في مستهل مشاركته في منتدى دافوس العالمي، وأكد الأمين العام للأمم المتحدة أن مفتي الجمهورية يعد أحد القيادات الدينية الإسلامية المشهود لها عالميًّا وعربيًّا وإسلاميًّا، وتتمتع بقبول كبير في الأوساط العلمية والثقافية في العالم أجمع، مشيرًا إلى امتلاك فضيلته لقدرات وإمكانيات كبيرة للتواصل مع العالم، لافتًا إلى أنه متابع جيد لكل ما يكتبه فضيلته في الإعلام العالمي عن قضايا الحوار والتعايش ومكافحة التطرّف والإرهاب. ومنها أيضا لقاء رئيس الوزراء الهندي، وخطاب البرلمان الأوربي، ومؤتمر التحالف ضد داعش بواشنطن، ولقاء بابا الفاتيكان، خطاب مفتي الجمهورية في ألمانيا، واجتماعات منظمة التعاون الإسلامي، كما شاركت دار الإفتاء المصرية في الدورة الحادية عشر للمؤتمر الإسلامي لوزراء الإعلام في جدة الذي نظمته منظمة المؤتمر الإسلامي، يومي 21-22 ديسمبر 2016، لعرض تجربة الدار في مجال التصدي لظاهرة الإسلاموفوبيا.
- حضور قوي في الفضاء الإلكتروني وحملات دولية على صفحات التواصل الاجتماعي: تُولي دار الإفتاء المصرية أهمية بالغة لوسائل التواصل الاجتماعي نظرًا لما لها من قوة وقدرة على التأثير في الناس والوصول إلى أعداد كبيرة لا يمكن الوصول إليهم بالوسائل التقليدية، كما أن هذا الاهتمام يندرج في إطار خطة الدار لتجديد الخطاب الديني وتطوير آلياته؛ استجابة لدعوة الرئيس عبد الفتاح السيسي، رئيس الجمهورية. وفي وسائل التواصل الاجتماعي: زاد عدد المشتركين في صفحات دار الإفتاء الرسمية على الفيس بوك نحو ستة ملايين مشترك، بالإضافة إلى نشر الفتاوى والأحاديث الصحيحة والرد المباشر بالفيديو على الصفحة على الفتاوى.تم اعتماد صفحة جوجل بلس وأخذت علامة التوثيق وأصبحت رسمية لدى جوجل.زاد عدد المشتركين في تويتر إلى 20 ألف متابع وتم توثيقه، ووصل عدد المتابعين على انستجرام إلى 75 ألف مشترك.
- البرامج التدريبية للمفتين وتأهيلهم على الفتوى: نظمت دار الإفتاء المصرية نحو ستة برامج تدريبية هامة وحيوية لتأهيل وتدريب طلبة العلم على مهارات وعلوم الإفتاء، وذلك في أوساط طلبة العلم المصريين والأجانب، حيث عقدت الدار دورة تدريبية لتدريب الوافدين على علوم الإفتاء، إضافة إلى البرنامج الثاني لتدريب خريجي الكليات الشرعية المصريين على الإفتاء، وبرنامج التدريب على علوم الإفتاء لطلبة التعليم العالي بالسفارة الإندونيسية، كما عقدت الدار برنامجًا تدريبيًّا خاصًّا لتحسين المهارات الإفتائية للعاملين في مجال الشؤون الإسلامية بدولة ماليزيا، ودورة أخرى لتدريب الطلاب التايلانديين على (الفتاوى المعاصرة).
- حملات وقوافل إفتائية في الخارج: أرسلت الدار على مدار العام عدة حملات وقوافل إفتائية إلى الخارج شملت دول أستراليا والنمسا وهولندا وفرنسا وإيطاليا وبلجيكا وسنغافورة وكازاخستان والبرتغال وإسبانيا وباكستان ودول غرب إفريقيا وأمريكا والمغرب ولبنان والإمارات واليونان وغيرها من دول العالم، حيث التقت خلالها رؤساء الدول والوزراء وعقد ندوات ومحاضرات في كبرى الجامعات هناك عن الإسلام الوسطي، وعقد العديد من اللقاءات والفعاليات الجماهيرية والإعلامية.
- الحضور الإعلامي لعلماء دار الإفتاء على وسائل الإعلام: لأجل توصيل رسالة دار الإفتاء لأكبر عدد ممكن من شرائح المجتمع، ولأجل توصيل الرسالة الإفتائية الصحيحة لعموم المسلمين والتصدي لظاهرة فوضى الفتاوى، شهدت القنوات الفضائية حضورًا مكثفًا لعلماء دار الإفتاء للرد على فتاوى المشاهدين وتساؤلاتهم.
- الإصدارات: أصدرت دار الإفتاء المصرية العديد من الإصدارات والمطبوعات لخدمة المسلمين وطلاب العلم، حيث أصدرت هذا العام العدد الثالث والعشرين والرابع والعشرين من مجلة دار الإفتاء المصرية، كما أصدرت كتاب الحج والعمرة وكتاب الصيام إضافة إلى كتاب «الفتاوى المهدية في الوقائع المصرية»، كما أصدرت مجلة علمية محكَّمة تصدر بعدة لغات عن الأمانة العامة لدور وهيئات الإفتاء في العالم، يتم فيها مراعاة تأصيل الحقائق العلمية للمستجدات، وتأصيل ضوابط الإفتاء وتفعيلها في الواقع العملي، مما يفسح مجال النشر للمتخصصين في الدراسات الإفتائية والفقهية، سعيًّا إلى نشر صحيح الدين وإزالة اللبس في القضايا الشائكة والخلافية، كما تم إصدار الكتاب الأول من كتب الأمانة العامة لدور وهيئات الإفتاء والذي يحمل عنوان (الإسلام وقضايا العصر) وقد صدر باللغات التالية (العربية – الإنجليزية –الفرنسية –الألمانية -الإسبانية).
- تطبيق جديد للفتاوى على الهواتف الذكية: أطلقت دار الإفتاء المصرية تطبيقًا جديدًا على الهواتف الذكية يعمل على أنظمة (أندرويد –IOS)، ويهدف التطبيق لتسهيل التواصل بين السائلين ودار الإفتاء المصرية، كما يعد استكمالاً لمسيرة دار الإفتاء لتذليل العقبات والصعوبات أمام عملية حصول المستفتين على إجابات لفتاويهم من ذوي الخبرة والتخصص، بالإضافة إلى توفير خدمة الفتوى عن طريق المقابلة الشخصية والبريد العادي والفاكس والهاتف والإنترنت من خلال موقع دار الإفتاء، ويمكن من خلال التطبيق القيام بالآتي: استقبال أسئلة المستفتين من خلال (طلب فتوى)- يتمكن المستفتي من مشاهدة جميع أسئلته التي يرسلها إلى دار الإفتاء المصرية في أي وقت يريده، ويستطيع تمييز الأسئلة المهمة لديه- يتمكن المستفتي من مشاهدة الأسئلة الأكثر شيوعًا وانتشارًا من خلال (أرشيف الفتاوى).- يتمكن المستفتي من معرفة الفتاوى الجديدة عند تحديث التطبيق.
- بوابة إلكترونية جديدة للدار: أطلقت دار الإفتاء المصرية بوابة إلكترونية جامعة لنوافذ دار الإفتاء الإلكترونية، لتقدم خدمات متكاملة لجموع المسلمين بتسع لغات، أبرزها الإنجليزية والألمانية والفرنسية والروسية والأوردية، وتقدم البوابة خدمات الفتوى وإتاحة المواد العلمية للباحثين والدارسين وفتح قنوات تواصل مع مختلف الجهات الإسلامية، وتحتوي البوابة على مواقع (فضيلة المفتي – الفتاوى – إعلام ورصد – التدريب والتأهيل – إعداد المفتين عن بُعد – هذا ديننا- مرئيات)، وتقوم البوابة بعرض جهود مفتى الجمهورية في خدمة الدين والوطن والإنسانية، ونشاطاته العلمية والثقافية والفكرية والاجتماعية، كما يمثل موقع (الفتاوى) بالبوابة قناة مفتوحة أمام سائر الناس للتواصل مع دار الإفتاء المصرية لإرسال أسئلتهم وهمومهم في شتى مناحي الحياة، ومن ثَمَّ توصيلها إلى الإدارة العلمية الشرعية داخل الدار للإجابة عنها، وتوجيه الإجابات إلى أصحابها. وتتواصل دار الإفتاء مع سائر وسائل الإعلام المحلية والعالمية من خلال موقع (إعلام ورصد) لعرض نشاطات دار الإفتاء وجهودها الدءوبة في خدمة رسالتها وأهدافها، من خلال الأقسام الإخبارية، كما يعرض هذا القسم النشرات والتقارير الصادرة عن مركز البحوث والدراسات لقضايا التشدد والتطرف الذي أنشأته دار الإفتاء لتكون مهمته التواصل مع دوائر صناعة القرار السياسي والإعلامي ومراكز الأبحاث والجامعات الدولية لتزويدهم بمنتجات المركز، التي تُعْنَى بتحليل وتفنيد مزاعم المتطرفين وأفكارهم الشاذة والرد عليها ردًّا علميًّا منضبطًا.وتقدم دار الإفتاء المصرية خبرتها الإفتائية والمعرفية من خلال موقع (التدريب والتأهيل) لكافة الباحثين والمفتين حول العالم، لذا تمثل هذه النافذة ملتقًى للخريجين، وتيسر المتابعة المستمرة لأخبار وفاعليات الدورات التدريبية والتأهيلية والبرامج المتخصصة والتثقيفية التي تعقدها دار الإفتاء من حينٍ لآخر. كما حازت دار الإفتاء قصب السبق في تاريخ المؤسسات الدينية بإنشاء مركز (التعليم عن بُعْد)-المشرف على موقع دار الإفتاء التعليمي- من أجل تعليم العلوم الشرعيَّة والمساعدة لها، خاصة ما يخدم مجال الإفتاء الشرعي، ولا ريب فإن هذا القسم بمثابة قناة مفتوحة توفر على طلاب العلم عناء السفر لدراسة دبلوم الإفتاء بدار الإفتاء، حيث يمكنهم من خلالها أن يحصلوا على المعارف والمهارات الإفتائية التي تؤهلهم للقيام بدور الإفتاء بعد ذلك في بلادهم، ويحتوي موقع (مرئيات) بالبوابة على جملة كبيرة ومتنوعة من المرئيات والوسائط التي تقدم من خلالها دار الإفتاء الفتاوى الشرعيَّة والموضوعات الإسلاميَّة؛ لما تحققه هذه الوسائط من إثارة ومتعة وتشويق تساهم في حصول المعرفة والثقافة. كما استحدثت دار الإفتاء موقع (هذا ديننا) لمواصلة جهودها في التعريف بصحيح الدين الإسلامي، والتعريف بالإسلام ونبيه الأمين صلى الله عليه وآله وسلم، ومواجهة حملات التشويه والتشكيك التي تتعرض لشخصه الكريم وسيرته العطرة وسنته المطهرة، مع تسليط الأضواء على جوانب الرحمة والعدل في رسالة الإسلام.
- جهود دار الإفتاء في التصدي للفكر المتطرف: قدم مرصد الفتاوى التكفيرية والآراء المتشددة التابع لدار الإفتاء، والمَعني بمواجهة فتاوى العنف وجماعات التكفير والتطرف نحو (120) تقريرًا ودراسة علمية تتناول الرد على ادعاءات المتطرفين وأسانيدهم الباطلة وتوضيح كافة المسائل والقضايا التي توظفها جماعات العنف والتطرف للنيل من وحدة المسلمين وتماسكهم.قامت الدار كذلك بإصدار عددين من مجلة Insight باللغة الإنجليزية للرد على مجلة دابق الداعشية. كما دشنت الدار على صفحتها باللغة الإنجليزية حملة عالمية لنشر القيم المحمدية في شهر ربيع الأول باللغة الإنجليزية استهدفت 20 مليون شخص حول العالم. 13. لقاءات لمفتي الجمهورية وعلماء دار الإفتاء في كبرى الصحف والوكالات الإعلامية العالمية: شهدت دار الإفتاء المصرية حضورًا مكثفًا وتفاعلًا كبيرًا مع عدد من كبريات الصحف والوكالات ووسائل الإعلام العالمية مثل CNNوBBC ورويترز والأسوشيتدس بري والنيويورك تايمز، وغيرها من الصحف العالمية لتصحيح الصورة المشوهة عن الإسلام.
- بروتوكولات تعاون ومذكرات تفاهم في الداخل والخارج: وقعت دار الإفتاء خلال العام 2016 بروتوكول تعاون مع اتحاد علماء الدين الإسلامي الكردستاني فرع كركوك، وتم الاتفاق في البروتوكول على أن تقوم المؤسستان بمجموعة من الأنشطة الفكرية والثقافية والتعليمية المشتركة في مصر وبعض الدول الأخرى، وتستهدف التعريف بالإسلام والدعوة إليه ونشره بالحكمة والموعظة الحسنة بكافة الوسائل المطبوعة والإلكترونية والسمعية والبصرية وغيرها، وتدريب الطلبة والباحثين على مناهج البحث في الدراسات الإسلامية، وعلى احترام الآخر وكيفية المشاركة في حوارات الأديان والحضارات والتقريب بين الشعوب والأمم، وذلك من خلال القنوات التعليمية والتدريبية. وقامت دار الإفتاء المصرية وفقًا للبروتوكول بإعداد البرامج الخاصة بالدورات التدريبية، وتولى تدريب المبعوثين من اتحاد علماء الدين الإسلامي الكردستاني فرع كركوك، وكذلك تعليمهم عن بُعد إذا توافرت شروط الالتحاق للاستفادة من تلك الدورات في مجال الإفتاء ومجال البحوث والدراسات.
- حصاد فروع الدار بالمحافظات: سعت دار الإفتاء المصرية إلى خدمة المصريين في الأقاليم والمحافظات المختلفة، فأنشأت فرعًا للدار بمحافظة أسيوط، وآخر بالإسكندرية، وقد بلغ عدد الفتاوى الصادرة عن الفرعين نحو 32 ألف فتوى خلال العام 2016، تنوعت ما بين فتاوى شفوية وهاتفية وإلكترونية، كما بلغت مجالس الإفتاء المنعقدة بالفرعين نحو (200) مجلس بمراكز الشباب والمدارس والمساجد ومختلف التجمعات، إضافة إلى لجان فض المنازعات ولجان الطلاق والتي بلغت (70) لجنة.
- إدخال اللغة الإسبانية إلى قائمة اللغات في دار الإفتاء المصرية: وفي إطار سعي دار الإفتاء الحثيث في التواصل مع العالم خاصة قارة أمريكا اللاتينية أنشأت الدار في منتصف هذا العام قسمًا للغة الإسبانية بهدف توصيل رسالة الدار الإفتائية للناطقين باللغة الإسبانية، وتم الاستعانة بعلماء مدربين من أهل اللغة لضمان توصيل الرسالة على أكمل وجه.

## هيئات ومراصد تابعة لدار الإفتاء المصرية
1. الأمانة العامة لدور وهيئات الإفتاء في العالم.[33]
2. مرصد الفتاوى التكفيرية والآراء المتشددة.[34]
3. مرصد الإسلاموفوبيا.[35]
4. مرصد الجاليات المسلمة في العالم[36]
5. مركز سلام لدراسات التطرف.

## مفتو الديار المصرية السابقون
1. الشيخ حسونة النواوي
2. الشيخ محمد عبده
3. الشيخ بكري الصدفي
4. الشيخ محمد بخيت المطيعي
5. الشيخ محمد إسماعيل البرديسي
6. الشيخ عبد الرحمن قراعة
7. الشيخ عبد المجيد سليم
8. الشيخ حسنين محمد مخلوف
9. الشيخ علام نصار
10. الشيخ حسن مأمون
11. الشيخ أحمد محمد عبد العال هريدي
12. الشيخ محمد خاطر محمد الشيخ
13. الشيخ جاد الحق علي جاد الحق
14. الشيخ عبد اللطيف عبد الغني حمزة
15. الشيخ محمد سيد طنطاوي
16. الشيخ نصر فريد واصل
17. الشيخ أحمد الطيب
18. الشيخ علي جمعة
19. الشيخ شوقي إبراهيم علام
20. الشيخ نظير عياد - مفتي الديار المصرية الحالي.

## وصلات خارجية
- الموقع الرسمي
- الصفحة الرسمية على الفيس بوك باللغة العربية
- الصفحة الرسمية على الفيس بوك باللغة الإنجليزية
- صفحة المركز الإعلامي على الفيس بوك
- مرصد الفتاوى التكفيرية والآراء المتشددة على الفيس بوك
- مرصد الإسلاموفوبيا
- مفتي جمهورية مصر العربية على الفيس بوك
- داعش تحت المجهر باللغة العربية على الفيس بوك
- داعش تحت المجهر باللغة الإنجليزية على الفيس بوك
- Not In The Name Of Muslims
- مرصد الجاليات المسلمة في العالم
- حساب دار الإفتاء المصرية على تويتر
- حساب دار الإفتاء المصرية على انستجرام
- دار الإفتاء المصرية على جوجل بلس
- دار الإفتاء المصرية على الساوندكلاود
- قناة اليوتيوب لدار الإفتاء المصرية
- قناة تليجرام دار الإفتاء المصرية